# Historia Kanady
Historia Kanady jako państwa rozpoczęła się w 1867, kiedy nastąpiło zjednoczenie brytyjskich kolonii leżących na północ od Rzeki Świętego Wawrzyńca, Wielkich Jezior oraz dalej na zachód od równoleżnika 49°N.
Sądzi się, że ludzie na stałe zaczęli się osiedlać na terytorium dzisiejszej Kanady około 12 tysięcy lat temu.
Od XVI wieku wybrzeża Kanady penetrowali francuscy żeglarze, od początku XVII wieku trwała francuska kolonizacja kraju (Nowa Francja). W 1608 założono Quebec. W XVIII wieku Francuzi byli stopniowo wypierani przez Brytyjczyków. W 1763 na mocy pokoju paryskiego Wielka Brytania przejęła Nową Francję, rozpoczynając brytyjską kolonizację kraju. W 1867 nastąpiło zjednoczenie brytyjskich posiadłości i powstanie Kanady jako państwa federalnego o statusie dominium. W I wojnie światowej stała po stronie aliantów. W 1931 Kanada uzyskała niepodległość i została suwerennym członkiem brytyjskiej Wspólnoty Narodów. W II wojnie światowej stała po stronie aliantów. W 1945 została członkiem ONZ, a w 1949 NATO.

## Historia Kanady indiańskiej
Pierwsi ludzie przeszli z Azji do Ameryki Północnej około 25-30 tysięcy lat temu. Przesuwali się wzdłuż wschodniej linii brzegowej w tempie 70-80 kilometrów na pokolenie i najpierw zasiedlili Amerykę Południową i Środkową, by około 12 tysięcy lat temu rozpocząć migrację zwrotną w kierunku dzisiejszej Kanady. Były co najmniej dwie wielkie fale migracji z Azji do Ameryki: w pierwszej przybyli przodkowie Indian, w drugiej – około 12 tysięcy lat temu – przodkowie Inuitów. Zwolennicy podziału języków indiańskich na grupy amerind, na-dene i eskimo-aleucką mówią o co najmniej trzech głównych falach migracji.
W okresie od 8000 do 6000 p.n.e. rozwijała się kultura Plano people. Około 3000 p.n.e. kultury pierwotnych mieszkańców Ameryki Północnej zaczęły się różnicować; na zachodnich równinach rozwinęła się kultury skupiona wokół polowań na bizony, z kolei na zachodnim wybrzeżu – półosiadła kultura, żywiąca się głównie łososiami. Około 1000 p.n.e. nastąpił rozwój ceramiki wokół Wielkich Jezior.
W okresie od 500 p.n.e. do 500 n.e. południowa Kanada znalazła się w strefie kultury, koncentrującej się w dolinie rzeki Ohio, a charakteryzującej się budową kopców

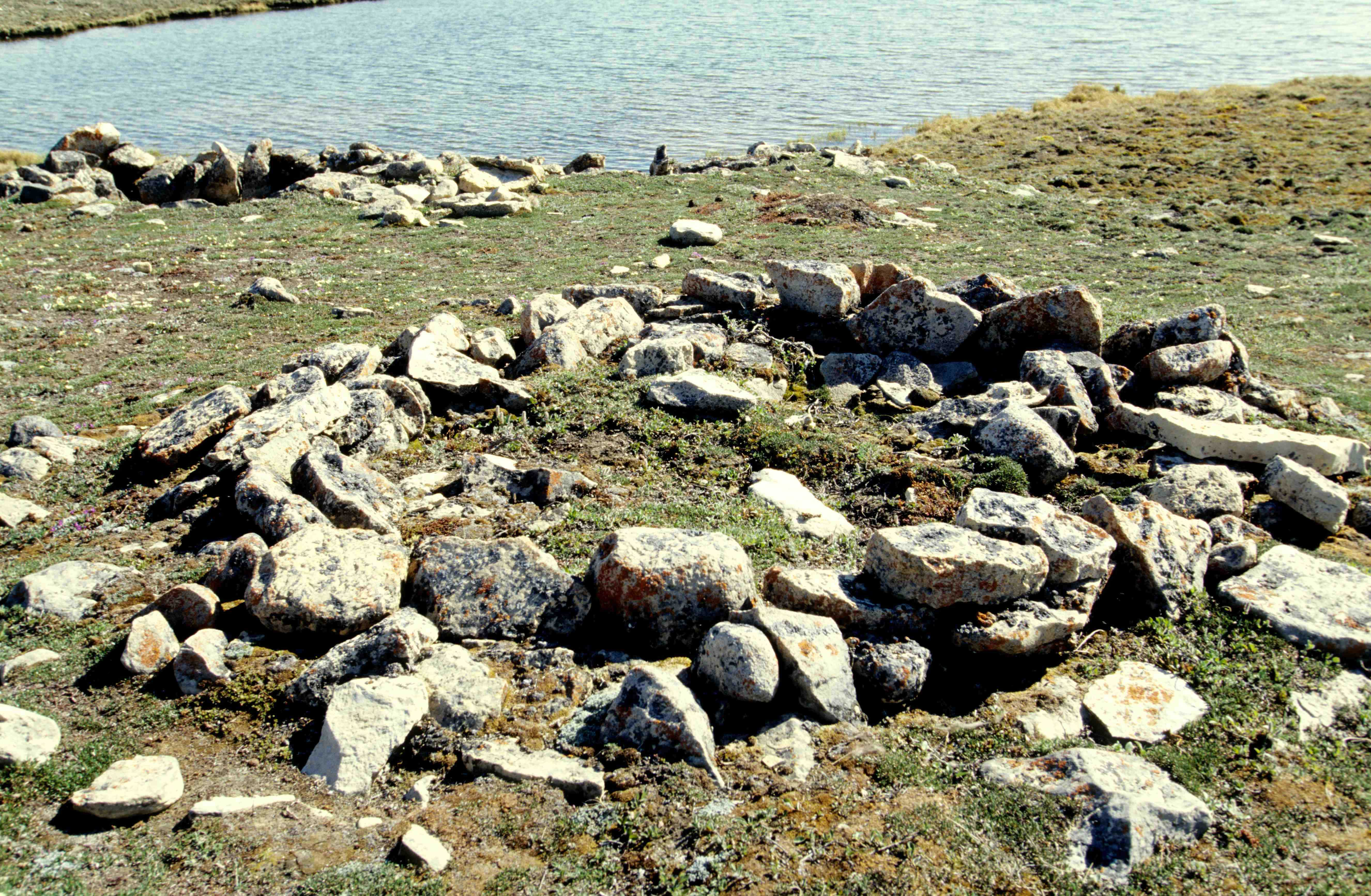
Pozostałości po kulturze Thule niedaleko Cambridge Bay

Na obszarze tundry arktycznej około 500 p.n.e. pojawiła się kultura Dorset, która później rozprzestrzeniła się na terenie między Alaską a Grenlandią. Około 600 na Nowej Fundlandii zastąpiła ją kultura Beothuk. Na pozostałym obszarze kulturę Dorset zastąpiła około 1150 protoinuicka kultura Thule.
Terytorium zamieszkane przez pierwotnych mieszkańców Kanady dzieli się na pięć stref: arktyczną, subarktyczną, Równiny, Prerie i Puszcze Wschodu. Z kolei samych mieszkańców żyjących w XV wieku dzieli się na sześć grup.

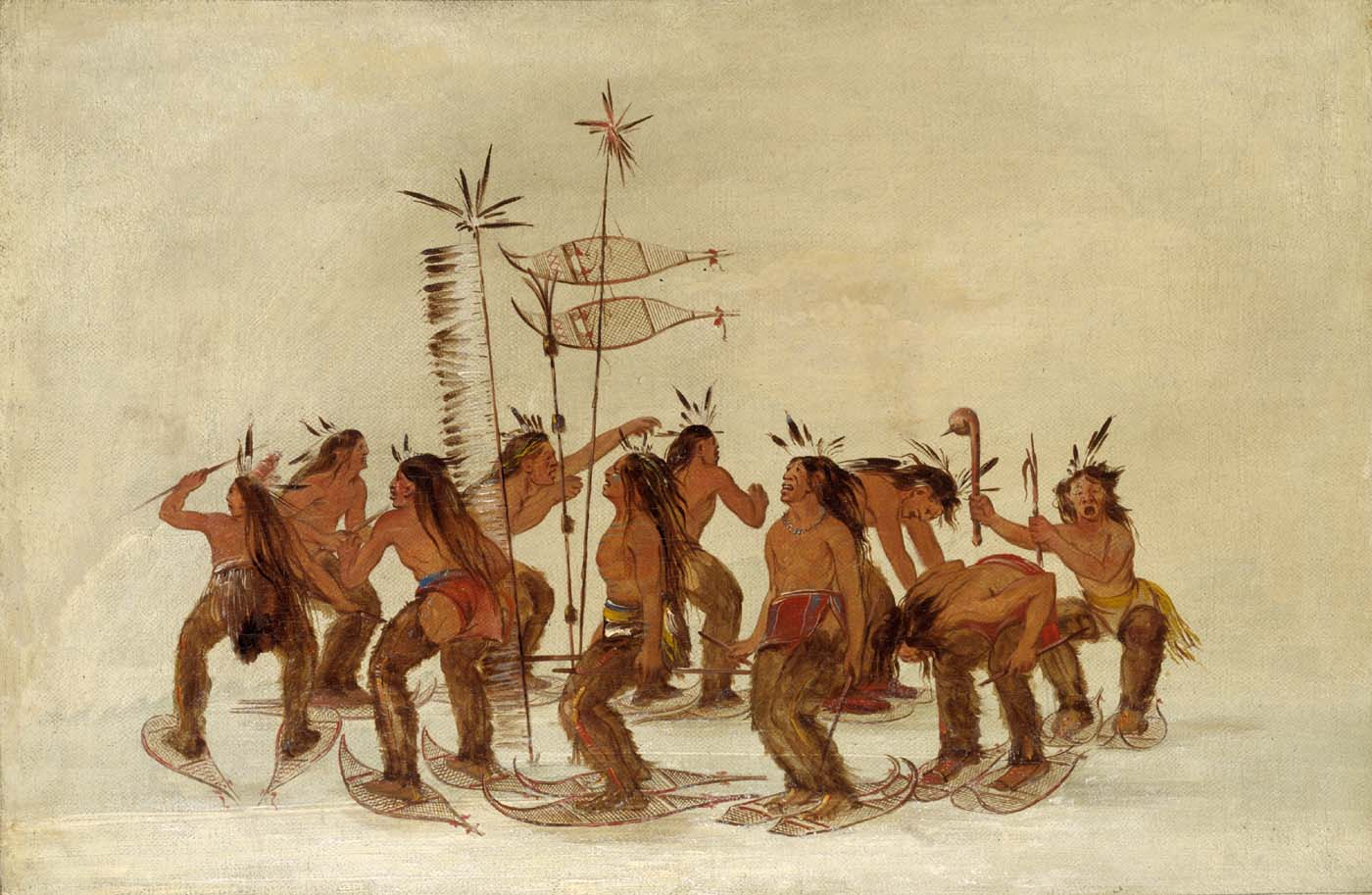
Indianie Odżibwej w tańcu śnieżnych butów, rycina z 1835

Pierwszą stanowiły zamieszkujące teren dzisiejszej Kanady Atlantyckiej plemiona algonkińskie. Największym z nich na tym terenie byli Mikmakowie. Zajmowali się polowaniem i rybołówstwem, mieszkali w wigwamach, korzystali z canoe. Panowało wśród nich niewolnictwo.
Drugą grupę tworzyły takie plemiona jak Innuici (mieszkający na terenie północnego Quebecu i południowego Labradoru), Odżibwejowie (mieszkający nad północnym brzegiem Jeziora Huron i Jeziora Górnego) czy Kri (mieszkający na zachód od Jeziora Winnipeg).

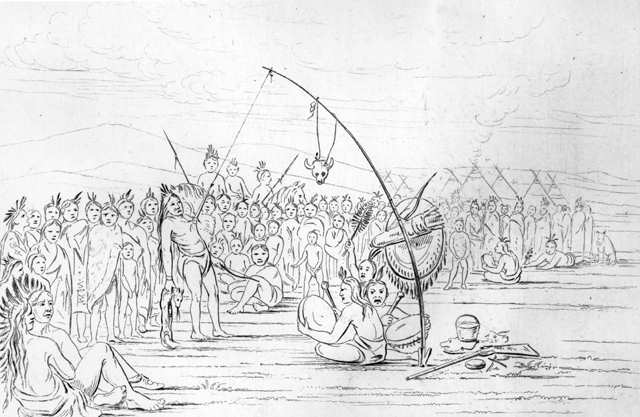
Taniec Słońca

Trzecią stanowili mieszkańcy Wielkich Równin. Na terenach dzisiejszej Alberty i Saskatchewan dominowały algonkińskie Czarne Stopy, które dzieliły się na trzy plemiona: Czarne Stopy, Plegan i Blood. Czarne Stopy polowały na bizony, a do ich obrzędów religijnych należały łaźnia i Taniec Słońca.
Czwarta grupa mieszkała w południowym Ontario i nad brzegami Rzeki Świętego Wawrzyńca. Stanowiły ją irokeskie plemiona Irokezów znad Rzeki Świętego Wawrzyńca, Huroni, Petun i Neutralni. W irokeskich społeczeństwach panował matriarchat. Uprawiali kukurydzę, dynię, fasolę i tytoń. Charakterystycznym świętem dla Huronów był Festiwal Zmarłych, z kolei wśród Neutralnych panował przesąd, że należało zabić każde napotkane zwierzę. Irokeskie plemiona Mohawk, Oneida, Onondoga, Cayuga i Seneka – za sprawą Deganawidy i Hiawathy – zawiązały Ligę Pięciu Narodów.

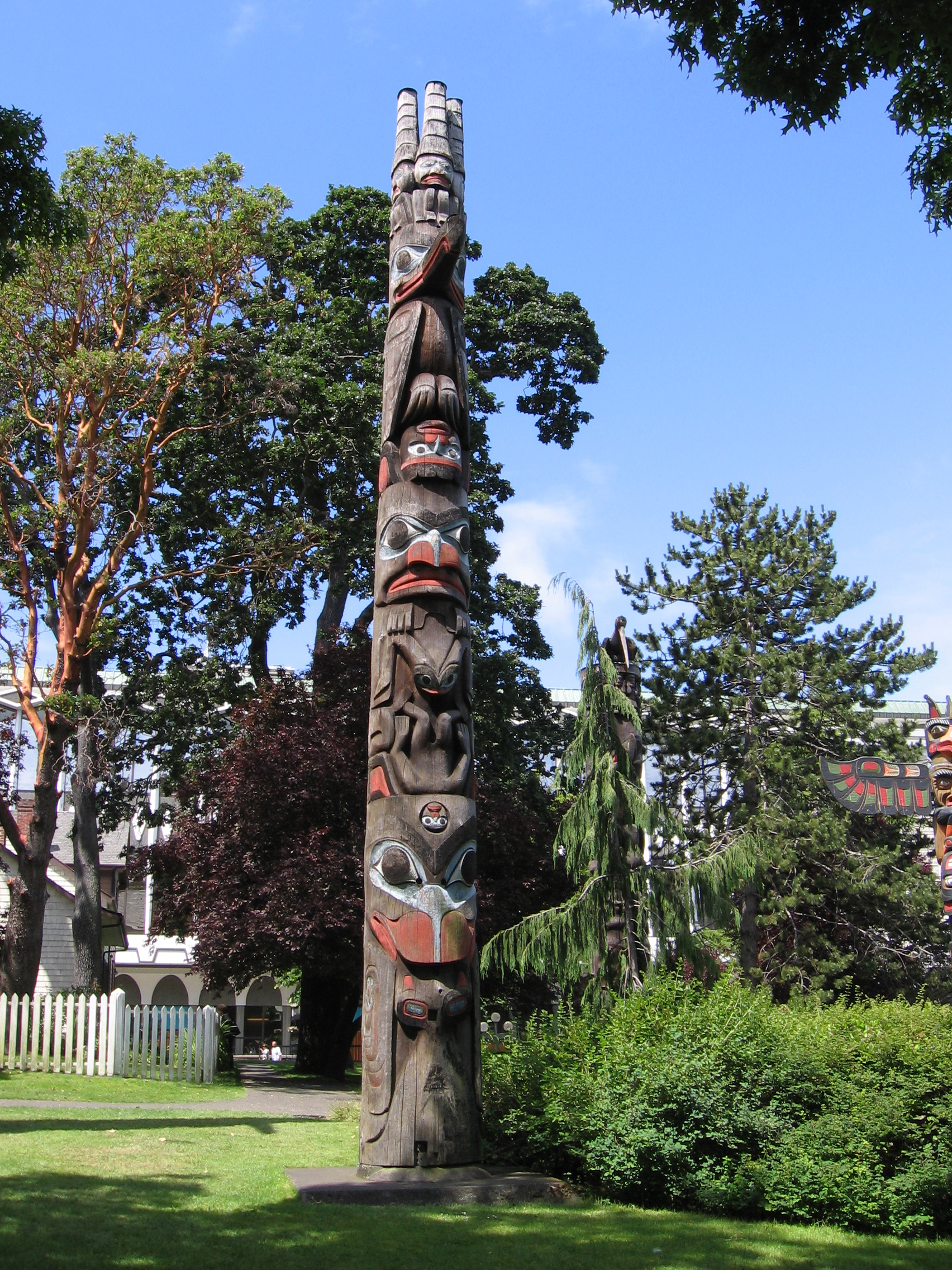
Totem plemienia Haida w Thunderbird Park

Piątą grupą byli mieszkańcy wybrzeży Pacyfiku, żyjący na terenie dzisiejszej Kolumbii Brytyjskiej – plemiona Tsimshian, Kwakwala, Indianie Salisz z Wybrzeża, Haida i Nootka. Rozwinęli skomplikowaną i hierarchiczną strukturą społeczną. Mieszkali w drewnianych domach. Stworzyli swoją kulturę totemiczną. Charakterystyczny był dla nich rytuał Potlatch. Ważnym elementem ich życia była wojna, będąca także metodą rozwiązywania sporów terytorialnych i zdobywania niewolników. Tych ostatnich traktowali źle. Niewolnictwo było dziedziczne.
Szóstą grupę tworzyli mieszkańcy terenów subarktycznych (Indianie z grupy atapaskańskiej) oraz tundry arktycznej (kultura Thule). Polowali na foki, łosie i karibu. Mieszkali w chatkach zbudowanych z mchu i kości bądź w iglo.
Liczba mieszkańców Kanady pod koniec XV wieku u progu europejskiej kolonizacji pozostaje dyskusyjna. Szacuje się, że nie przekraczała 500 tysięcy; przyjmuje, że wynosiła niewiele ponad 200 lub około 300 tysięcy.

## Od początków kolonizacji do 1763

### Pierwsze wyprawy europejskie
Pierwszymi Europejczykami, którzy dotarli na tereny dzisiejszej Kanady byli wikingowie, na co wskazują relacje skandynawskich sag oraz znaleziska archeologiczne w L’Anse aux Meadows w Nowej Fundlandii. Pierwszym, który dotarł do Ameryki Północnej był Leif Eriksson; kolejnymi wyprawami przewodzili jego brat Thorvald oraz Thorfinn Karlsefni.
W 1497 Giovanni Caboto, włoski żeglarz w służbie angielskiego króla Henryka VII, dotarł do wybrzeży Kanady i zajął ten teren w imieniu swojego mocodawcy.
Później w kierunku północnych terenów Ameryki Północnej wyruszyli Portugalczycy. W 1500 lub 1501 do wybrzeży dzisiejszej Kanady dotarł Gaspar Corte-Real. Juan Fagundes, próbował założyć kolonię na Nowej Fundlandii, jednak portugalskie osiedle zostało zniszczone przez miejscowych Indian.
Również Anglicy w dalszym ciągu badali tamte tereny. W 1502 Henryk VII nadał przywilej zajmującej się tym obszarem Company of Adventures to the New Found Lands. W 1509 Sebastian Cabot odkrył wejście do Zatoki Hudsona. W 1536 wyprawę do Nowej Fundlandii zorganizował angielski kupiec Richard Hore; liczyła ona 120 osób. Gdy wyczerpały się zapasy żywności, wśród uczestników ekspedycji doszło podobno do przypadków kanibalizmu. W latach 1576–1578 na teren Kanady dotarły trzy wyprawy angielskiego żeglarza i pirata Martina Frobishera. W 1583 Humphrey Gilbert wziął Nową Fundlandię w posiadanie korony angielskiej. W latach 1607–1611 kilka wypraw odbył Henry Hudson, angielski żeglarz w służbie holenderskiej, który dotarł m.in. do zatoki nazwanej jego imieniem. W 1610 angielscy kupcy zawiązali New Foundland Company i rozpoczęli kolonizację Nowej Fundlandii. Stałe osadnictwo na tym terenie zapoczątkował John Guy.
Do badania wybrzeży Kanady włączyli się też Francuzi. Dotarli tam Jean Dany w 1506, Thomas Aubert w 1508 i Włoch w służbie francuskiej Giovanni da Verrazzano w 1523.
Trzy wyprawy do Kanady odbył Jacques Cartier. W 1534 pożeglował w górę Rzeki Świętego Wawrzyńca, odkrył Wyspę Księcia Edwarda i Wyspy Magdaleny, a także wziął ziemie Indian kanadyjskich we władanie króla Francji Franciszka I. W czasie drugiej wyprawy w latach 1535–1536 dotarli do indiańskich osiedli Stadaconé i Hochelaga.
Na czele trzeciej wyprawy, w której brał udział Cartier, stanął szlachcic Jean-François de La Rocque de Roberval. Cartier wyruszył w 1541, przezimował w Stadaconé, gdzie założył francuski fort, i w 1542 wyruszył w drogę powrotną. Na Nowej Fundlandii spotkał de Robervala, odmówił podporządkowania się jego rozkazom i wrócił do Europy. Z kolei de Roberval podjął próbę założenia francuskiej kolonii. Zakończyła się ona fiaskiem i w 1543 powrócił do Europy.

### Początki francuskiego osadnictwa
W 1597 Troilus de la Roche Mesquez na czele 200 kolonistów osiedlił się na wyspie Sable. Kolonia ta upadła zimą 1602/1603.
W 1604 Pierre du Gua de Monts próbował założyć osiedle przy ujściu Rzeki Świętego Krzyża. W 1605 przeniósł się do nowej osady – Port Royal, jednak w 1607 musiał powrócić do Francji.
W 1608 Samuel de Champlain założył fort Quebec w okolicy nieistniejącej już osady Stadaconé. Nawiązał przyjazne stosunki z Huronami; wraz z nimi w 1609 nad Jeziorem Champlain odniósł sukces w niewielkim starciu z Irokezami. W 1610 oddał na wychowanie Indianom Étienne Brûlé’a, pierwszego coureur des bois.

### Początki Nowej Francji (1612–1663)

Mapa Nowej Francji wykonana przez Samuela Champlaina w 1612

W 1612 Samuel de Champlain uzyskał nominację na generała-porucznika Nowej Francji.
Kolonia od początku borykała się z problemami jak mała liczba osadników (przed 1615 było ich około 50), surowy klimat, wrogość plemion irokeskich oraz niechęć drobnych towarzystw handlowych, widzących w kolonistach konkurencję. Podstawowym źródłem utrzymania Nowej Francji był handel futrami. W 1615 do Nowej Francji przybyli pierwsi misjonarze (franciszkanie). W latach 1615–1616 Champlain wyruszył na kolejną wyprawę badawczą, docierając do Jeziora Huron i Ontario; przy okazji dokonał wspólnie z Huronami nieudanego ataku na osadę irokeskich Seneków. W 1625 Champlain zaprosił do Nowej Francji misję jezuicką. W 1627 z inicjatywy kardynała Armanda Richelieu powstała Kompania Stu Wspólników, która w 1628 została usankcjonowana przez króla Ludwika XIII. Kompania na 15 lat otrzymała wyłączność na handel z Kanadą. Wspólnicy w zamian mieli sprowadzić osadników i dbać o rozwój kolonii, jednocześnie pozwolono osiedlać się tylko katolikom, a zamieszkujący Nową Francję hugenoci mieli przejść na katolicyzm. W 1628 flotę Kompanii Stu Wspólników rozbił angielski korsarz Lewis Kirke, który w 1629 wraz ze swoim bratem Thomasem zmusił do kapitulacji Quebec. Champlain został odesłany do Europy. W 1632 na mocy pokoju w Saint-Germain-en-Laye Francja odzyskała swoje zamorskie kolonie, a w lipcu 1633 Champlain powrócił do Québecu. W 1634 założył osadę Trois-Rivières. Zmarł 20 grudnia 1635. W 1645 monopol handlowy nad Nową Francją przejęła Wspólnota Mieszkańców Nowej Francji.
W Nowej Francji panował system senioralny. Wśród mieszkańców tej kolonii wyróżnia się seniorów, posiadających ziemię z nadania królewskiego; rolników (habitants, censitaires); najemnych pracowników kontraktowych (engagés), mieszczan (stanowili niewielką grupę) oraz księży. Pozycja kobiet – ze względu na ich liczebność – była wyższa niż na kontynencie europejskim.

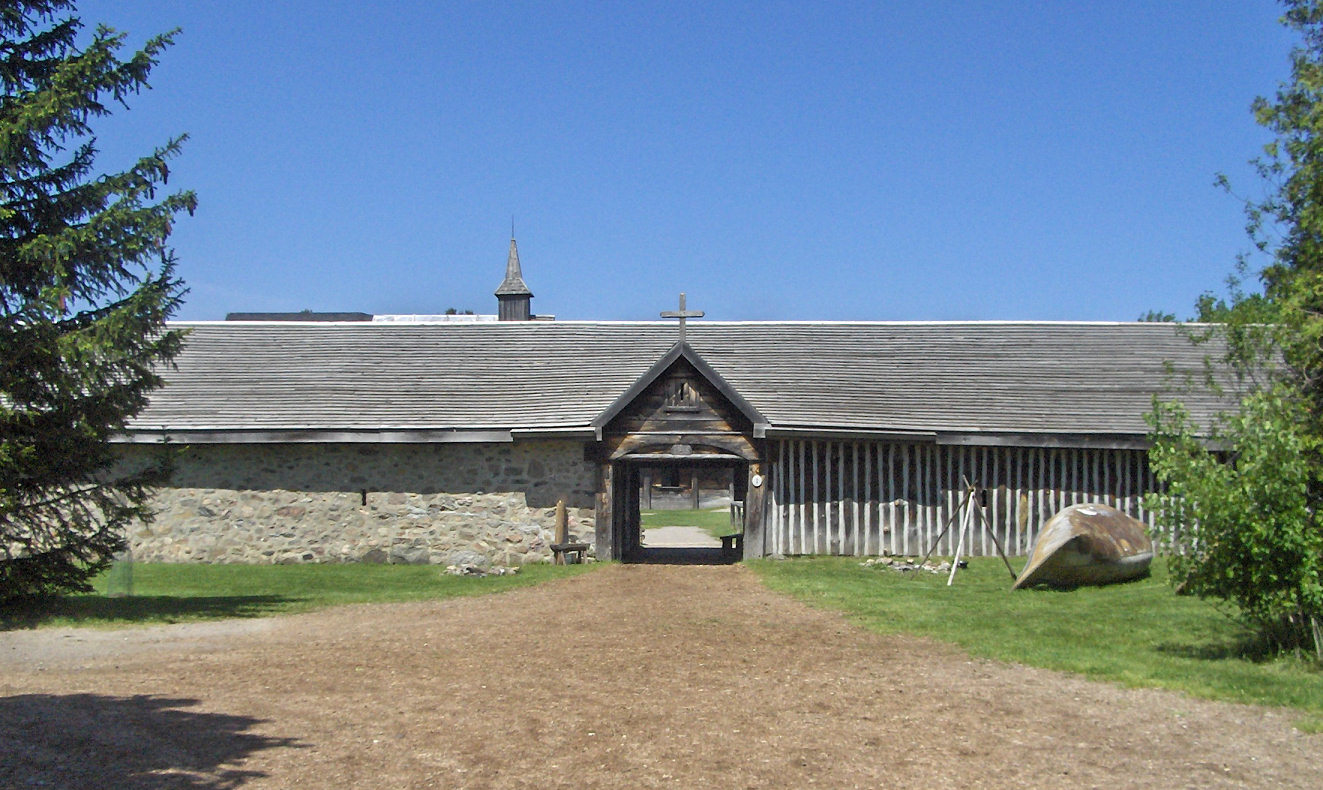
Wejście do zrekonstruowanej misji pod wezwaniem Najświętszej Marii Panny wśród Huronów

Francuzi prowadzili też działalność misyjną wśród miejscowych Huronów. W 1639 jezuici wybudowali osadę – misję pod wezwaniem Najświętszej Marii Panny wśród Huronów. Misja jezuicka załamała się w 1649 w wyniku najazdów irokeskiej Ligi Pięciu Narodów.
W 1639 do Nowej Francji przybyła pierwsza urszulanka – Maria Guyart-Martin (św. Maria od Wcielenia).
Również osoby świeckie włączały się w działalność misyjną. Powstało Towarzystwo Najświętszej Marii Panny z Montrealu do Nawracania Indian. W 1642 Paul de Chomedey de Mausonneuve i Jeanne Mance założyli misyjną osadę Montreal. W 1658 powstała tam Congrégation de Notre-Dame założona przez Marguerite Bourgeoys.

### Nowa Francja jako prowincja królewska

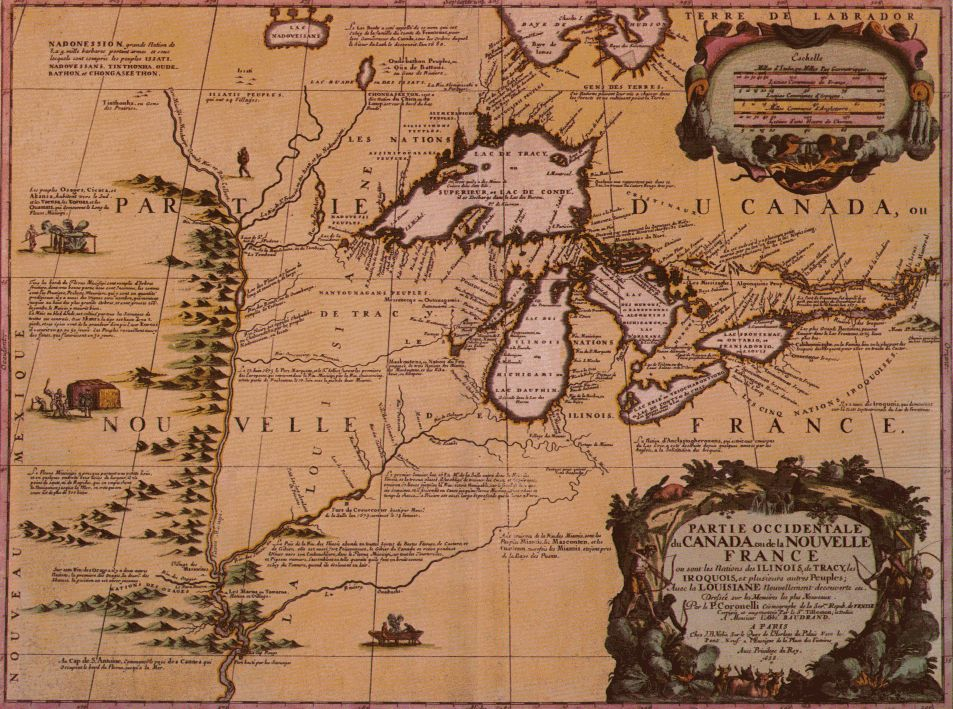
Mapa Nowej Francji z 1688, wykonana przez Vincenza Coronelliego

W 1663 Nowa Francja została przekształcona w prowincję królewską. Na wniosek ministra Jean-Baptiste Colberta w miejsce Wspólnoty Mieszkańców Nowej Francji stworzono Kompanię Indii Zachodnich. Na czele systemu zarządzania stanął król. Ważną rolę odgrywał minister floty i kolonii. W Nowej Francji przedstawicielem króla był gubernator, w którego gestii znajdowały się sprawy wojskowe. Z kolei intendent królewski zajmował się finansami oraz sprawami cywilnymi i gospodarczymi. Gubernator przewodniczył obradom Rady Niezawisłej, będącej sądem apelacyjnym.
Rozwijał się Kościół katolicki. W 1663 powstało seminarium duchowne w Quebecu, a w 1664 pierwsza parafia na terenie Nowej Francji. W późniejszych latach sieć parafialna w Nowej Francji rozwijała się ospale, głównie ze względu na małą liczbę potencjalnych parafian oraz brak środków materialnych (dziesięcina wynosiła 1/26 plonów). W 1674 powstało biskupstwo Quebecu; jego pierwszym biskupem został François de Montmorency Laval, dotychczasowy wikariusz generalny Nowej Francji.

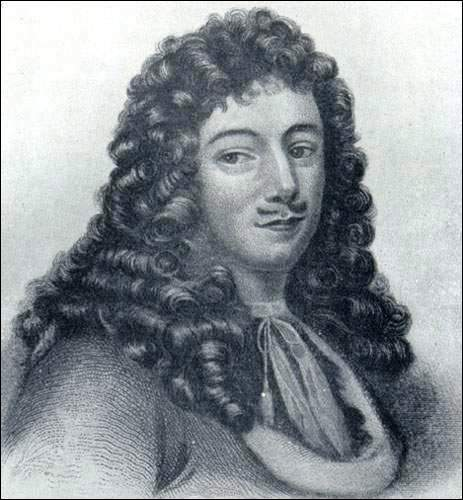
Jean Talon, intendent Nowej Francji

W latach 1665–1668 i 1670–1672 intendentem był Jean Talon. Starał się rozwijać przemysł w Nowej Francji, lecz ze względu na brak wykwalifikowanych robotników oraz niski poziom hutnictwa żelaza na tym terenie reformy zakończyły się niepowodzeniem. Upadła też założona z inicjatywy Talona manufaktura wyrabiająca kapelusze. Dbał o przyrost naturalny Nowej Francji, sprowadzając z Francji młode kobiety, zwykle sieroty lub pochodzące z ubogich rodzin. Założył też browar.

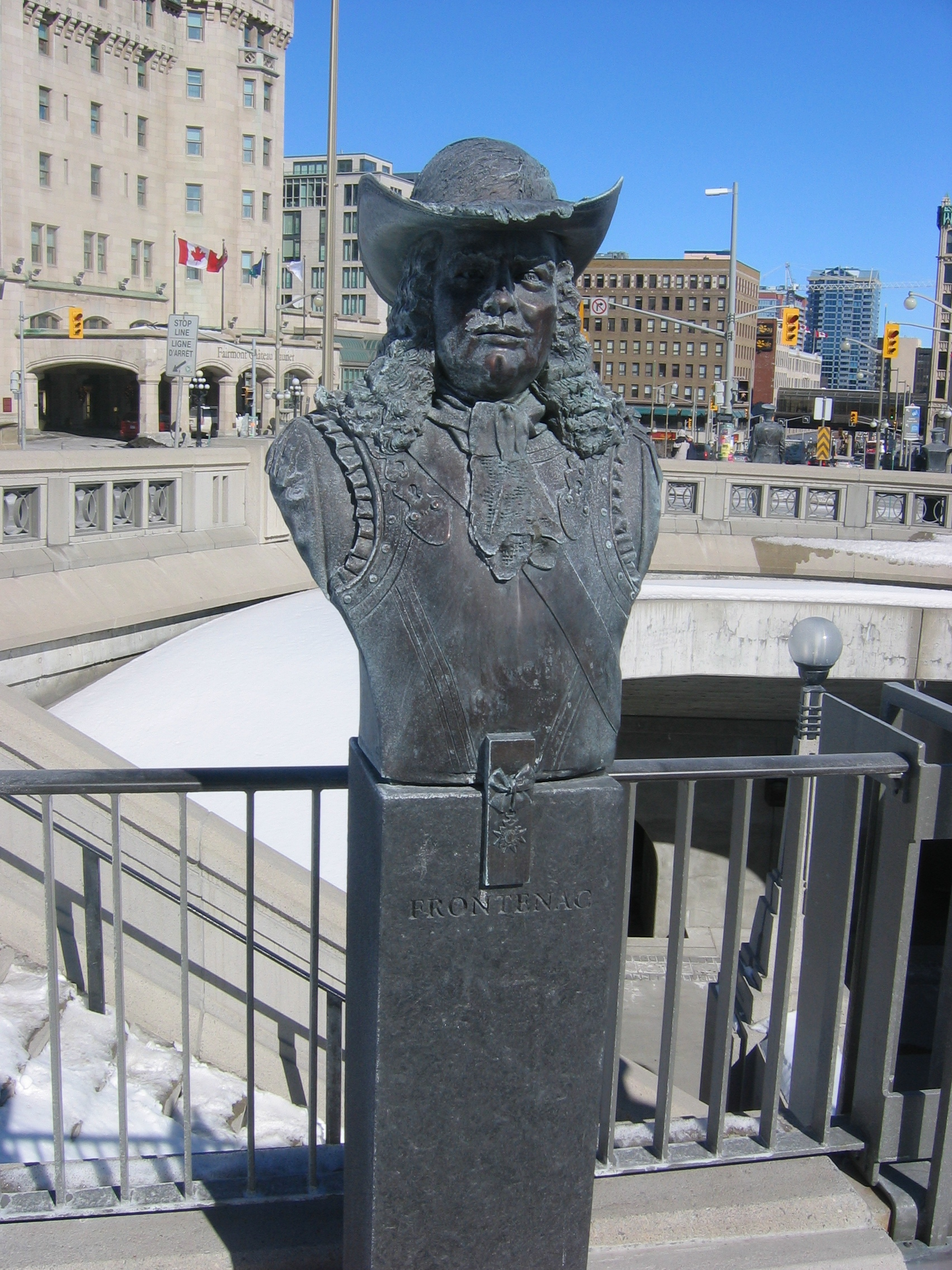
Louis de Frontenac, gubernator Nowej Francji

W latach 1672–1682 gubernatorem Nowej Francji był Louis de Buade de Frontenac. Założył Fort Frontenac, zorganizował i przeszkolił pospolite ruszenie, jednak sprawował rządy w duchu absolutnym, popadając w konflikt z intendentem Jakiem Duchesnayem oraz francuskimi kolonistami. Frontenac po raz drugi sprawował urząd gubernatora w latach 1689–1698.
W latach 1748–1760 intendentem Nowej Francji był François Bigot, prowadzący zakrojoną na szeroką skalę korupcyjną działalność. W 1749 założył Towarzystwo Kanady, po 1755 przekształcone w Wielkie Towarzystwo, które służyło jego nieuczciwym interesom. Bigot został odwołany w 1760, wytoczono mu proces oraz skazano go na grzywnę i wygnanie.

### Akadia

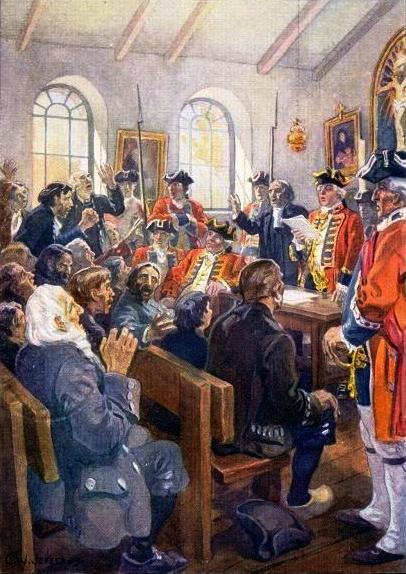
Deportacja Akadian, obraz C.W. Jefferysa

Po Pierre de Montsie francuską kolonizację Akadii podjęli Jean de Biencourt de Poutrincourt et de Saint-Just i jego syn Charles. Francuscy koloniści ułożyli sobie przyjaźnie stosunki z miejscowymi Mikmakami; ich wódz Membertou przyjął chrzest w 1610. Jednak napotykali na trudności ze strony Anglików. W 1613 Port Royal został spalony przez angielskiego żeglarza Samuela Argalla. W 1621 Jakub I Stuart, król Anglii, nadał Nową Szkocję (angielska nazwa Akadii) Williamowi Alexandrowi. W 1629 Alexander zajął Port Royal, dając w ten sposób początek szkockiemu osadnictwo na tym obszarze. W 1632 na mocy pokoju w Saint-Germain-en-Laye Akadia wróciła w ręce francuskie. W latach 1640–1645 trwała tam wojna domowa, którą prowadzili między sobą Charles de Saint-Étienne de la Tour i Charles de Menou d’Aulnay Charnisay.
Akadia nie cieszyła się takim zainteresowaniem jak sąsiednie angielskie kolonie czy Nowa Francja; w 1703 mieszkało tam 1300 Francuzów. W 1710 przeszła w ręce brytyjskie.
W 1752 w Halifaxie zaczęto wydawać „Halifax Gazette”, pierwszą kanadyjską gazetę; wydawcami byli dwaj Bostończycy – Bartholomew Green Jr. i John Bushell.
W 1755 Brytyjczycy na czele z gubernatorem Charlesem Lawrancem rozpoczęli przymusową deportację francuskich mieszkańców Akadii. W tym roku wysiedlono około 7000 mieszkańców, do 1763 dalszych 3000-5000.

### Indianie
Od XVI wieku Indian zaczęły przetrzebiać choroby, na które byli uodpornieni Europejczycy – w ich wyniku zmarło od 60 do 90% pierwotnej ludności Kanady. Na początku XVII wieku plemiona indiańskie zaczęły – pod wpływem strat ludzkich wywołanych epidemiami – dokonywać przymusowej „adopcji” jeńców wojennych, co dało początek wojnie żałobnej.
Od lat 40. XVII wieku trwały walki irokeskiej Ligi Pięciu Narodów z Huronami i najazdy na sprzymierzonych z nią kolonistów z Nowej Francji. W latach 1648–1649 Irokezi zniszczyli Huronię, biorąc do niewoli i zabijając jezuickich misjonarzy.

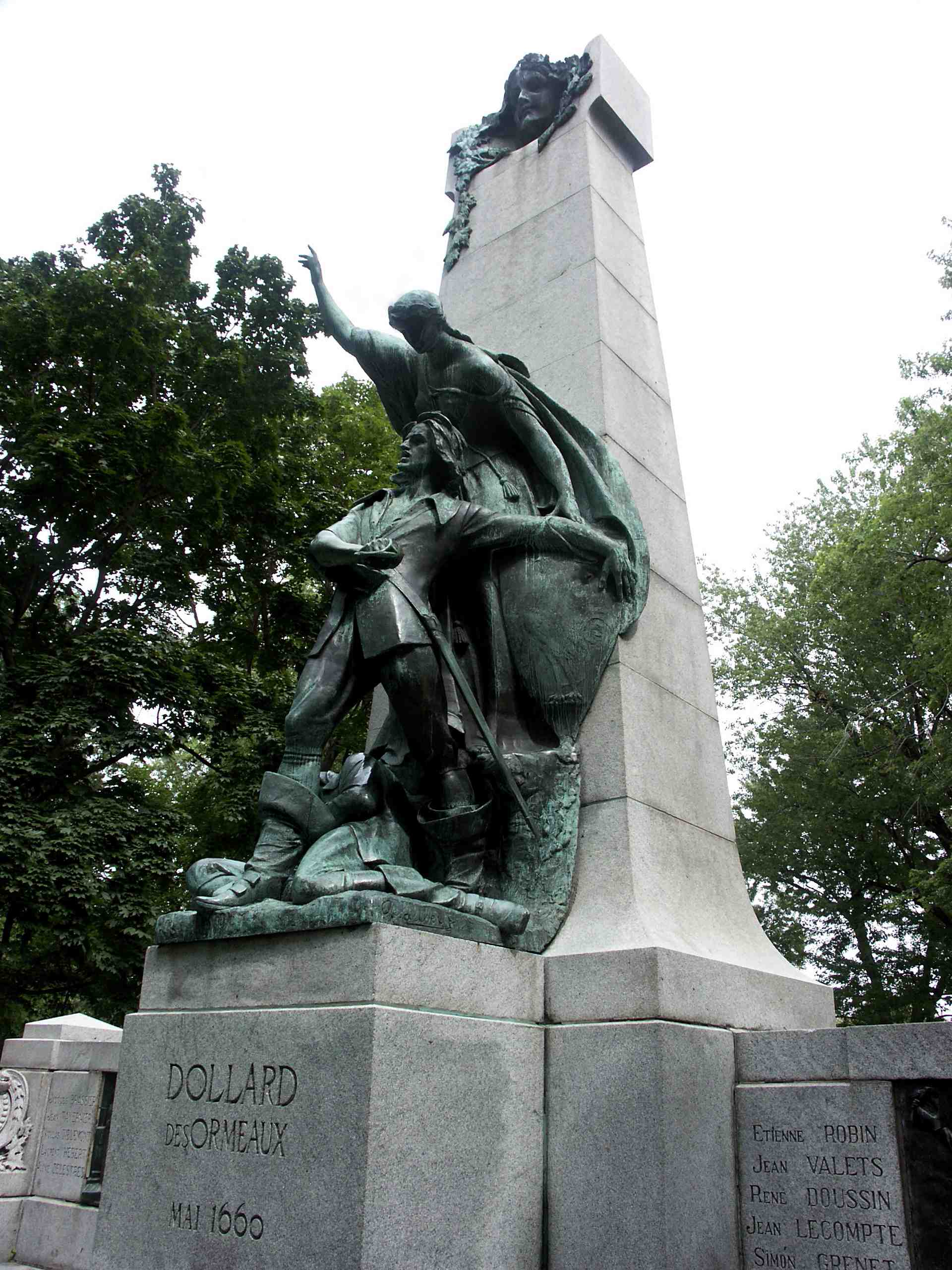
Pomnik Adama Dollarda des Ormeauxa w parku Lafontaine w Montrealu

Wiosną 1660 Irokezi ruszyli na Quebec i przy wodospadzie Long Sault pokonali bohaterską garstkę Francuzów dowodzoną przez Adama Dollarda des Ormeauxa, jednak zdecydowali się zaprzestać dalszych walk.
W 1665 władze francuskie wysłały pierwszą znaczącą formację wojskową do Nowej Francji – regiment Carignan-Salières, skierowany zaraz po przybyciu przeciwko Irokezom. Wyprawa z lat 1665–1666 nie przyniosła sukcesu. W takiej sytuacji Alexander de Prouville de Tracy i gubernator Daniel de Rémy de Courcelle zdecydowali się spalić pola kukurydzy należące do Irokezów, w wyniku czego ci rozpoczęli rokowania, zakończone w lipcu 1667 zawarciem pokoju w Quebecu. W 1684 gubernator Joseph-Antoine Lefebvre de La Barre wyprawił się przeciwko Irokezom, jednak został zmuszony nad rzeką La Famine do podpisania traktatu, będącego w istocie kapitulacją. Z tego powodu wiosną 1685 de La Barre został odwołany.
4 sierpnia 1701 gubernator Nowej Francji Louis-Hector de Callière, przedstawiciele irokeskiej Ligi Pięciu Narodów, Odżbuejów i Huronów podpisali wielki pokój montrealski.
Zimą 1711/1712 Francuzi poparli plemiona Ottawa, Wyandot i Miami przeciwko Lisom. W odpowiedzi wódz tych ostatnich, Kiala, wystąpił przeciwko Nowej Francji. Walki trwały do schwytania Kiali w 1733.
Sprzymierzeni z Francuzami Indianie byli zaniepokojeni sukcesem Wielkiej Brytanii, która w 1760 zajęła Nową Francję. Zdaniem Brytyjczyków Indianie jako sojusznicy francuscy byli przegraną stroną w wojnie. Pontiak, wódz plemienia Ottawa, w 1762 rozpoczął przygotowania do powstania, które wybuchło wiosną 1763. Podstawą ideologiczną powstania były nauki szamana Neolina. W 1764 zawarto pokój, a Pontiak został uznany za wodza wszystkich Indian z okolic Wielkich Jezior. Niedługo potem, w 1769, został zamordowany.

### Kompania Zatoki Hudsona. Francuska ekspansja terytorialna
Francuscy coureurs des bois Médard Chouart des Groseilliers i Pierre-Esprit Radisson z sukcesem wyprawiali się po futra na północ od Jeziora Górnego. Po skonfiskowaniu części przywiezionych futer przez władze Nowej Francji, udali się do Anglii, gdzie zyskali poparcie księcia Ruperta. Po sukcesie pierwszej wyprawy obu Francuzów, król Karol II Stuart nadał patent przyznający nowo powstałej Kompanii Zatoki Hudsona tereny wokół Zatoki Hudsona (Ziemia Ruperta) oraz monopol na handel z Indianami. W 1682 powstała francuska Compagnie du Nord, mająca stanowić konkurencję dla Kompanii Zatoki Hudsona.
Mieszkańcy Nowej Francji dalej próbowali znaleźć drogę do Azji. W 1670 René-Robert Cavelier de La Salle, finansowany przez intendenta Jeana Talona, dotarł do jeziora Michigan, a 1673 Louis Jolliet i jezuita Jacques Marquette do rzeki Arkansas.
W 1681 René-Robert Cavelier de La Salle zjawił się na ziemiach zamieszkanych przez Indian Arkansas, biorąc symbolicznie okoliczne tereny we władanie króla Francji. W 1682 dotarł do Zatoki Meksykańskiej. W czasie kolejnej wyprawy, dotarł do Luizjany w 1685, ale później zabłądził i został zastrzelony przez swoich ludzi w 1687. Kolonizację Luizjany rozpoczął w 1699 Pierre Le Moyne d’Iberville, zakładając osiedle w Biloxi. W latach 1717–1720 była to kolonia karna.

### Wojna króla Wilhelma. Wojna królowej Anny. Wojna króla Jerzego

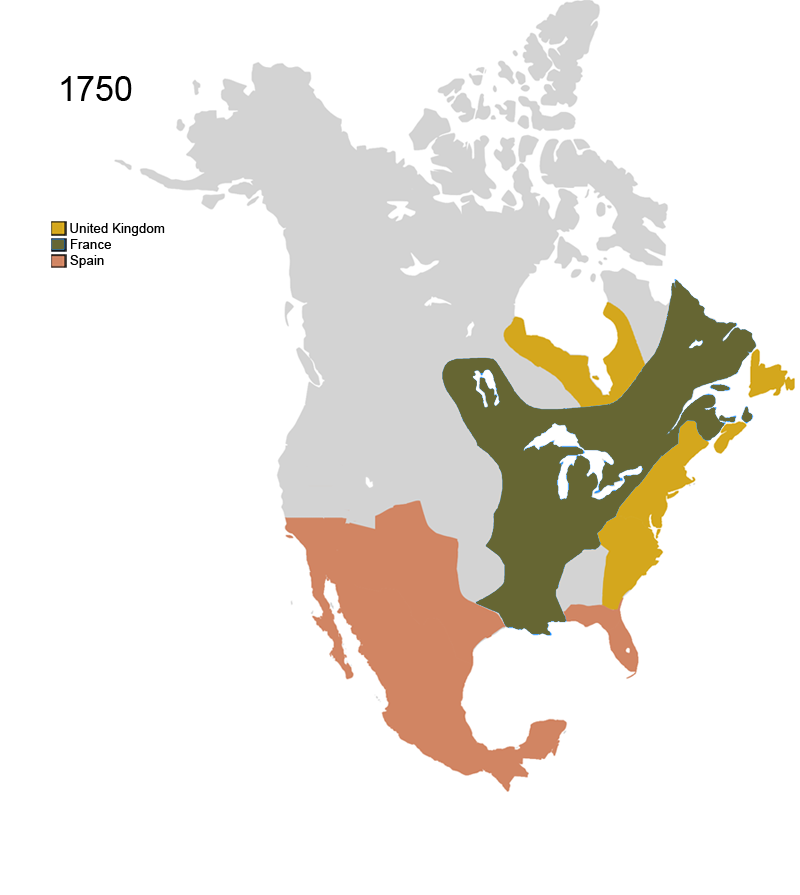
Ameryka Północna w 1750, przed wojną siedmioletnią: posiadłości brytyjskie na żółto, francuckie na zielono, hiszpańskie na różowo

W 1686 Jacques-René de Brisay, markiz Denonville, gubernator Nowej Francji, atakiem na faktorie Kompanii Zatoki Hudsona rozpoczął serię walk kolonialnych z Anglią.
W 1689 wybuchła wojna króla Wilhelma, będąca częścią wojny Ligi Augsburskiej. Na początku 1690 Louis de Buade de Frontenac, gubernator Nowej Francji, w sojuszu z katolickimi Irokezami z Kahnawake i Kanasetaké oraz z Abenakami zaatakował północne tereny kolonii Nowy Jork i Massachusetts. Z kolei sympatyzujące z Nową Francją algonkińskie plemiona Ottawa, Mississauga i Saulteurs zaatakowały irokeską Ligę Pięciu Narodów. Kontrofensywa angielska zakończyła się niepowodzeniem ze względu na epidemię ospy oraz brak koordynacji między siłami lądowymi a flotą. W kwietniu 1690 angielski dowódca William Phips zajął Akadię. W październiku 1690 flota angielska pod wodzą Phipsa bezskutecznie oblegała Quebec. Francuz Pierre Le Moyne d’Iberville w 1694 zajął forty angielskiej Kompanii Zatoki Hudsona, a w latach 1696–1697 pokonał Anglików w Zatoce Hudsona i koło Nowej Fundlandii. W 1697 został podpisany pokój w Ryswicku, przywracający stan posiadania sprzed konfliktu.
W 1701 r. rozpoczęła się wojna o sukcesję hiszpańską, która spowodowała w 1702 wybuch nowej wojny między Nową Francją a angielskimi koloniami znanej jako wojna królowej Anny. Na początku wojny siły francusko-indiańskie zniszczyły angielską osadę Deerfield; z Francuzami współpracowali Abenakowie i Mikmakowie. W 1704 Jérôme de Pontchartrain, francuski minister do spraw kolonii, namawiał władze Nowej Francji do zajęcia Albany; gubernator Philippe de Vaudreuil odmówił, gdyż przemyt futer do angielskich kolonii stanowił jedno z głównych źródeł dochodu montrealskich kupców. W 1710 Anglicy pod wodzą generała Francisa Nicholsona zajęli całą Nową Szkocję wraz z Port Royal (jego nazwę zmienili na Annapolis Royal). Z drugiej strony angielska flota pod wodzą admirała Hovendena Walkera wysłana na Quebec została rozbita, a wojska lądowe idące na Montreal zmuszone do odwrotu. Na mocy pokoju utrechckiego z 1713 Francja oddała Anglii Zatokę Hudsona, Nową Fundlandię oraz Akadię (nie oddała kontynentalnej części Nowej Szkocji, lecz tylko półwysep); dostęp do Krainy Wielkich Jezior przestał być francuską domeną.
Po zawarciu pokoju Francuzi przystąpili do budowy twierdzy Louisburg na wyspie Cape Breton; ukończono ją w 1720.
W lutym 1744 Francja oficjalnie wypowiedziała wojnę Wielkiej Brytanii, co oznaczało rozpoczęcie kolonialnej wojny króla Jerzego, będącej częścią wojny o sukcesję austriacką. Francuskich kolonistów wspomagali Maleceetowie i Mikmanowie, prowadzący wojnę podjazdową. Wiosną 1744 w Louisburgu, największej twierdzy Nowej Francji, miał miejsce bunt żołnierzy. Wiosną 1745 pod Louisbourgiem zjawiła się flota angielska; twierdza skapitulowała w czerwcu tego roku. W październiku 1748 został zawarty pokój w Akwizgranie; na jego mocy w koloniach utrzymano stan sprzed wojny. Oznaczało to powrót Louisbourga w ręce francuskie.

### Wojna siedmioletnia
W grudniu 1753 oficer George Washington, przysłany przez angielskiego gubernatora Wirginii Roberta Dinwiddiego, zażądał oddania w brytyjskie ręce Fortu Le Boeuf. Francuski dowódca, Jacques Legardeu de Saint-Pierre, odmówił, co faktycznie oznaczało początek wojny kolonialnej. W 1754 doszło do potyczek w dolinie Ohio. W 1755 George Washington przegrał na Great Meadows, angielski generał Edward Braddock został pokonany przez połączone siły francusko-indiańskie, William Pepperell ze względu na francuską przewagę wycofał się znad jeziora Ontario, z kolei inny brytyjski dowódca, William Johnson, nad jeziorem George, zwyciężył Indian i Francuzów, lecz nie wykorzystał tego sukcesu i nie zdecydował się na kontynuację marszu.
Wiosną 1756 r. Pierre de Rigaud de Vaudreuil-Cavagnal, gubernator Nowej Francji, zajął Fort Bull, zaś latem tego roku francuski generał Louis-Joseph de Montcalm zdobył Oswego. Na wieść, że 17 maja 1756 Wielka Brytania oficjalnie wypowiedziała wojnę Francji, de Montcalm, wspomagany przez Indian, w 1757 zdobył angielski Fort William Henry.
Francuskie sukcesy zakończyły się z powodu kurczenia się zapasów, spowodowanego działalnością intendenta François Bigota, szalejących w wojsku chorób oraz ze względu na konflikt między gubernatorem Vaudreuilem a generałem Montcalmem.
W 1758 r. pod Ticonderogą Montcalm odparł atak generała Abercromby’ego, z drugiej jednak strony generał Jeffery Amherst zdobył Louisbourg, a John Forbes i George Washington zajęli Fort Duquesne. 13 września 1759 w bitwie na równinie Abrahama Anglicy pokonali Francuzów; w starciu polegli dowódcy obu armii – James Wolfe i Montcalm; kilka dni później, 18 września, Brytyjczycy wkroczyli do Quebecu.
27 kwietnia 1760 pod Sainte-Foy Francuzi pod wodzą François Gastona de Lévisa pokonali angielskiego generała Jamesa Murraya, lecz nie miało to poważniejszego znaczenia dla losów wojny. 8 września tego samego roku Anglicy wkroczyli do Montrealu, a gubernator de Vaudreuil podpisał bezwarunkową kapitulację.

### Reżim wojskowy w Nowej Francji (1760–1763)
Po upadku Nowej Francji, zgodnie z warunkami kapitulacji, poddani króla Francji mogli powrócić do Europy. Z tej możliwości skorzystali jedynie wyżsi urzędnicy oraz nieznaczna liczba kupców i duchownych. Akt kapitulacji przewidywał też gwarancję wolności wyznania. Na mocy pokoju paryskiego z 1763 Kanada przeszła w ręce brytyjskie. Francja zachowała prawo połowu u wybrzeży Nowej Fundlandii oraz wysepki Saint-Pierre i Miquelon w Zatoce Świętego Wawrzyńca.

## Od 1763 do 1867

### Proklamacja Królewska i Quebec Act
Reżim wojskowy w Kanadzie zakończył się 7 października 1763, kiedy ogłoszono Proklamację Królewską. Ustanowiła ona nowe granice Quebecu oraz utworzyła w dolinie Ohio i nad Wielkimi Jeziorami Terytorium Indiańskie. Mieszkańcom Quebecu zagwarantowano wolność wyznania.
W 1764 r. wprowadzono brytyjską administrację cywilną; pierwszym gubernatorem został James Murray. Był on przychylny francuskim mieszkańcom Quebecu; w 1766 zezwolił na konsekrację Jean-Oliviera Brianda, biskupa Quebecu. W tym samym roku został odwołany. Następcą Murraya został Guy Carleton, także przychylny francuskiej ludności i w 1770 udał się do Londynu, przekonując rząd brytyjski do zmiany polityki wobec ludności Quebecu.
W czerwcu 1774 uchwalono Ustawę o Quebecu (Akt Quebecu). Zawierała ona szereg ustępstw na rzecz francuskiej ludności: zachowano system senioralny, francuskie prawo cywilne i dopuszczono katolików do pełnienia urzędów, zachowując brytyjskie prawo karne. Ustawa nie wspominała o organach przedstawicielskich. Przyłączała do Quebecu ziemie położone między rzekami Ohio i górną Missisipi.

### Rewolucja amerykańska i lojaliści

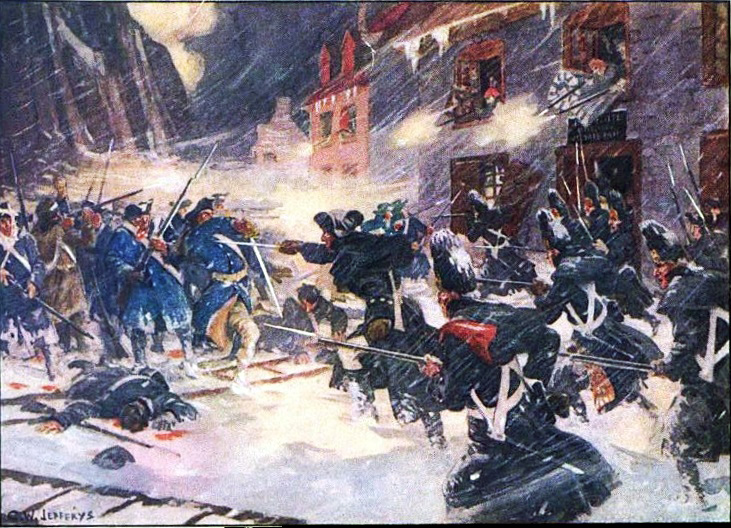
Bitwa pod Quebekiem (1775)

W 1775 r. na południe od Kanady wybuchła wojna o niepodległość Stanów Zjednoczonych. Mimo wezwań ze strony Amerykanów Quebec i Nowa Szkocja nie zdecydowały się dołączyć do rewolucji amerykańskiej. Quebec był zamieszkany przez katolickich Francuzów, którzy do niedawna walczyli z protestanckimi angielskimi kolonistami; z kolei w Nowej Szkocji silna załoga w forcie Halifax oraz miejscowa oligarchia kupiecka zapobiegły wystąpieniom przeciwko brytyjskim władzom. Dodatkowo mieszkańców Nowej Szkocji od akcji zbrojnych odciągał ruch religijny Henry’ego Alline’a. W 1775 amerykański generał Richard Montgomery po siedmiotygodniowym oblężeniu zmusił do kapitulacji Montreal. Pod koniec tego roku rozpoczął oblężenie Quebecu. 31 grudnia 1775 przypuścił nieudany szturm, w czasie którego zginął. Oblężenie Québecu przez Amerykanów trwało do przybycia brytyjskiej floty w maju 1776. W tym samym roku Brytyjczycy odzyskali Montreal.
W 1783 został podpisany traktat paryski, kończący wojnę w Ameryce Północnej. Wyznaczył granicę między Kanadą a Stanami Zjednoczonymi wzdłuż 45 równoleżnika; dolina Ohio przypadła Amerykanom, Brytyjczycy zachowali Nową Fundlandię, prowincje nadatlantyckie i Quebec. W 1794 stosunki amerykańsko-brytyjskie uregulował traktat Jaya; na jego mocy ustalono, że tereny wokół Wielkich Jezior będą użytkowane wspólnie i nie będzie ograniczeń w przekraczaniu granicy.
Po traktacie paryskim na terenie Kanady osiedlili się lojaliści, zwolennicy Wielkiej Brytanii z czasów rewolucji, którzy po jej zakończeniu zdecydowali się opuścić Stany Zjednoczone. Największa grupa lojalistów (około 30 000) osiedliła się w Nowej Szkocji. Od 6000 do 8000 osiedliło się w Quebecu, wybierając na miejsce zamieszkania tereny nad górnym biegiem Rzeki Świętego Wawrzyńca oraz nad Ottawą, która stała się rzeką rozgraniczającą tereny zamieszkane przez ludność anglo- i francuskojęzyczną.
W 1784, pod wpływem żądań angielskich mieszkańców Nowej Szkocji, którym przewodził Edward Wislow, z jej północno-zachodniej części utworzono nową prowincję – Nowy Brunszwik. Jej pierwszym gubernatorem został Thomas Carleton.
W 1789 lojaliści w Windsor w Nowej Szkocji założyli King’s College, pierwszą szkołę wyższą w Kanadzie.
Wśród lojalistów znalazło się około 3500 czarnoskórych Amerykanów; w 1792 r. około 1200 z nich udało się do Freetown w Afryce, dając w ten sposób początek Sierra Leone.

### Od Aktu konstytucyjnego do wojny brytyjsko-amerykańskiej

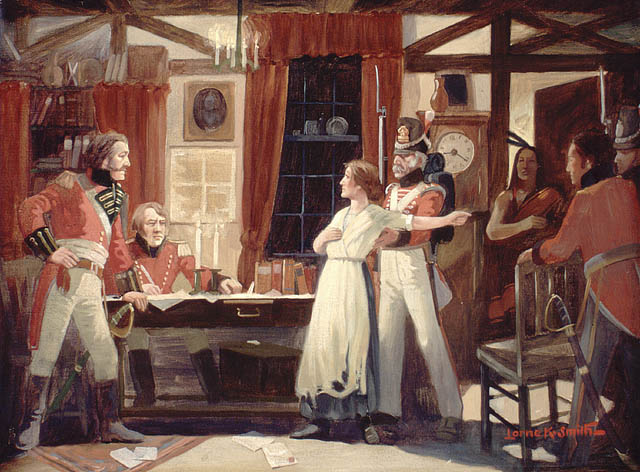
Lojalistka z Massachusetts Laura Secord ostrzega Brytyjczyków przed nadciągającymi Amerykanami

W czerwcu 1791 angielski parlament uchwalił Akt konstytucyjny. Podzielił on Quebec na dwie kolonie: Kanadę Dolną i Kanadę Górną. Każda z nich miała swoje zgromadzenia ustawodawcze, administrację i gubernatorów. W Kanadzie Dolnej przeważała ludność francuska – zachowano tam własność senioralną, francuskie prawo cywilne i przywileje dla Kościoła katolickiego. W Kanadzie Górnej przewagę miała ludność angielska – stąd ta kolonia otrzymała angielskie prawo i instytucje.
W Górnej Kanadzie wpływy angielskie umacniał gubernator John Graves Simcoe. Nadaniami ziemskimi przyciągał nowych imigrantów ze Stanów Zjednoczonych. W 1792 zwołał pierwsze posiedzenie Rady Wykonawczej; w tym samym roku odbyły się pierwsze wybory do Zgromadzenia Ustawodawczego. W 1793 r. założono miasto York. Następował wzrost ludności tej prowincji – z 14 000 w 1791 r. do 90 000 w 1812 r.
W Dolnej Kanadzie dochodziło do napięć między Anglikami i Francuzami. Angielscy kupcy, pozostający w mniejszości, odgrywali ważną rolę w życiu gospodarczym kraju. Angielskich interesów strzegł James Henry Craig, generalny gubernator Kanady w latach 1807–1811. Z kolei Francuzi zdominowali władze ustawodawcze. W 1806 r. francuski polityk i dziennikarz Pierre-Stanislas Bédard założył gazetę Le Canadien.
Początek XIX wieku spowodował wzrost nastrojów antybrytyjskich w Stanach Zjednoczonych. Spowodowane było to zwłoką Wielkiej Brytanii w przekazaniu spornych terenów nad Wielkimi Jeziorami, porywaniem amerykańskich żołnierzy przez Brytyjczyków, niechęcią Stanów Zjednoczonych do blokady kontynentalnej oraz wspieranie przez Anglików wodza Szaunisów, Tecumseha, pokonanego przez Amerykanów w 1811 w bitwie pod Tippecanoe. W czerwcu 1812 James Madison, prezydent Stanów Zjednoczonych, wypowiedział wojnę Wielkiej Brytanii; celem amerykańskiej inwazji stała się Kanada. W 1812 r. Isaac Brock, brytyjski dowódca, zdobył amerykański fort Michilimackinac, następnie Detroit, poległ jednak w bitwie nad Niagarą. W 1813 r. Amerykanie pokonali pod Moraviantown indiańskiego wodza Tecumseha, a następnie zdobyli i spalili York. W 1814 wojska brytyjskie spaliły Waszyngton. W grudniu 1814 zawarto pokój w Gandawie, kończący tę wojnę. Zanim wiadomość o podpisaniu traktatu pokojowego dotarła do Ameryki, w styczniu 1815 pod Nowym Orleanem Amerykanie pokonali Brytyjczyków. Traktat gandawski przywrócił sytuację sprzed wojny.

### Kwestia granic ze Stanami Zjednoczonymi
W 1816 r. traktat Rusha-Bagota zdemilitaryzował okolice Wielkich Jezior. Porozumienie brytyjsko-amerykańskie z 1818 wytyczyło granicę do Gór Skalistych wzdłuż 49°N równoleżnika; tereny między Górami Skalistymi a Oceanem Spokojnym miały być użytkowane wspólnie.
W 1838 r. aneksjoniści zebrani w Cleveland uchwalili powstanie republikańskiego rządu Kanady. Walki jednak ograniczyły się do kilku strzelanin.
W 1842 r. został podpisany układ Ashburton-Webster, ustanawiający granicę między Nowym Brunszwikiem a Maine.

### Osadnictwo w Brytyjskiej Ameryce Północnej
W pierwszej połowie XIX w. do Brytyjskiej Ameryki Północnej napływała spora ilość brytyjskich imigrantów – zwykle byli rozproszeni, lecz pojawiły się próby zorganizowania zwartego osadnictwa brytyjskiego. Aktywną działalność rozwinął na tym polu pułkownik Thomas Talbot, mieszkający w Górnej Kanadzie od 1801. Sprowadził i osiedlił nad jeziorem Erie około 30 000 osadników. Od 1823 r. działała Kanadyjska Spółka Ziemska (Canada Land Company), która założyła szereg miast.
Thomas Douglas, piąty hrabia Selkirk, widział w imigracji do Kanady rozwiązanie problemów ubogich mieszkańców Szkocji. Zorganizował kilka akcji osadniczych, najpierw na Wyspie Księcia Edwarda. W 1811 r. zakupił od Kompanii Zatoki Hudsona 116 tysięcy mil kwadratowych ziemi wokół doliny rzeki Red. W latach 1812–1814 trwała akcja osiedleńcza na tych terenach. W 1816 miejscowi Metysi pod wodzą Cuthberta Granta w sojuszu z Kompanią Północno-Zachodnią pokonali Szkotów w bitwie pod Siedmioma Dębami. W odwecie w 1817 Selkirk zajął Fort William. Później próbowano rozwiązać spór na drodze sądowej. Selkirk zmarł w 1820, a w 1835 jego rodzina sprzedała sporne tereny Kompanii Zatoki Hudsona.

### Opozycja w Górnej i Dolnej Kanadzie. Bunt 1837–1838

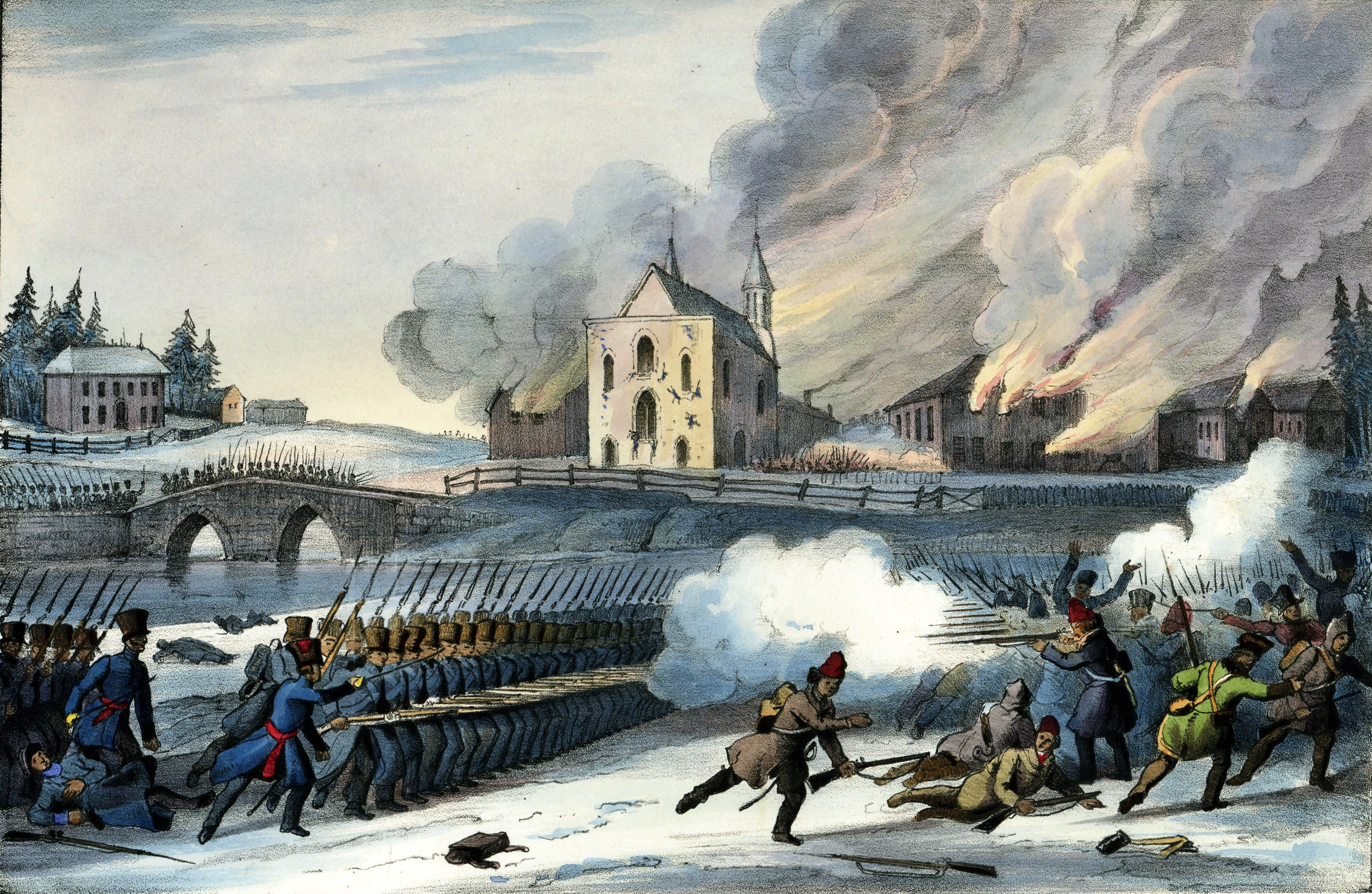

W Górnej Kanadzie silne wpływy miała oligarchia kupców zwana Umową Rodzinną (Family Compact). Związany z tą grupą John Strachan starał się umacniać wpływy anglikańskie w szkolnictwie. Na czele stronnictwa reformistycznego, przeciwnego oligarchii, stanął William Lyon Mackenzie. W 1824 założył gazetę Colonial Advocate, a w 1834 został pierwszym burmistrzem Toronto.
W Dolnej Kanadzie władzę skupiła związana z gubernatorem oligarchiczna grupa zwana kliką zamkową (château clique). Francuskiej opozycji przewodził Louis-Joseph Papineau, którego stronników po 1826 nazywano Patriotami. W 1827 Patrioci wygrali wybory do Zgromadzenia Ustawodawczego. W 1828 brytyjski parlament nadał zgromadzeniom ustawodawczym Dolnej i Górnej Kanady prawo kontrolowania finansów. Papineau sformułował później „92 rezolucje”, będące listą krzywd mieszkańców Dolnej Kanady. W 1837 brytyjski parlament odrzucił „92 rezolucje” i uchwalił własne „10 rezolucji”, w których nie zezwolił koloniom na posiadanie samorządu i wybierania ciał prawodawczych. To w połączeniu z klęską nieurodzaju w Górnej Kanadzie, kryzysem finansowym w Anglii i recesją w Stanach Zjednoczonych doprowadziło do buntu 1837.
Papineau z kilkoma współpracownikami zdecydował się opuścić Montreal, by spotkać ze swoimi zwolennikami w Saint-Charles.
Władze kolonialne potraktowały to jako początek rewolucji i wydały nakaz aresztowania przywódców Patriotów. 23 listopada 1837 w Saint-Charles ochotnicy odparli oddziały, wysłane na poszukiwanie Papineau. Dwa dni później wojska rozbiły Patriotów koło Saint-Denis, a 14 grudnia tego roku krwawo rozpędziły ich zgromadzenie w Saint-Eustache. Wydarzenia wymknęły się spod kontroli samego Papineau, który zdecydował się schronić w Stanach Zjednoczonych.
Na wieść o wydarzeniach w Dolnej Kanadzie, Mackenzie ze swoimi zwolennikami 5 grudnia 1837 przeszedł ulicami Toronto na spotkanie z wojskiem brytyjskim. Demonstranci zostali rozproszeni, zaś sam Mackenzie schronił się w Stanach Zjednoczonych.
Powstańców wspierały działające w Stanach Zjednoczonych irlandzkie loże strzeleckie „Hunter’s Lodges”, które zorganizowały kilka wypraw na teren Górnej Kanady. Największą była akcja, którą dowodził Nils von Schoultz. W październiku 1838 prowadził obronę starego wiatraka Windmill Point. Oddział Schoultza został rozbrojony, a jego dowódca skazany na śmierć i stracony.
Uczestników buntu w 1837 spotkały represje – w Górnej Kanadzie skazano na śmierć dwie osoby, w Dolnej – 99 osób otrzymały wyrok śmierci, 58 osób zesłano do kolonii karnych w Australii.

### Zachodnia Kanada. Działalność kompanii handlowych
Europejczycy dotarli do zachodnich wybrzeży dzisiejszej Kanady w XVIII wieku. Odkrył je w 1778 James Cook. W 1790 została zawarta Nootka Sound Convention, na mocy której Hiszpanie zrzekli się pretensji do północnych terenów Ameryki Północnej. Na przełomie XVIII i XIX wieku w kierunku zachodniego wybrzeża wyruszyło szereg wypraw badawczych. W 1789 Alexander Mackenzie dotarł do Oceanu Arktycznego, a w 1793 jako pierwszy Europejczyk przeszedł Amerykę Północną na północ od Meksyku i dotarł do Pacyfiku. W latach 1791–1794 George Vancouver penetrował wybrzeża Pacyfiku, bezskutecznie szukając drogi wodnej przez kontynent. Zbadał dokładnie przy okazji wyspę Vancouver. W latach 1805–1808 Simon Fraser odbył wyprawę, w czasie której odkrył rzekę nazwaną jego imieniem. W latach 1807–1810 David Thompson zbadał system rzeczny Kolumbii Brytyjskiej.
Nowo odkryte tereny stały się miejscem, gdzie rywalizowały ze sobą brytyjska Kompania Zatoki Hudsona i Kompania Północno-Zachodnia, założona w 1784 przez Simona McTavisha, skupiająca montrealskich handlarzy futer. Kompania Północno-Zachodnia na szeroką skalę korzystała z usług francuskich gońców zwanych voyageurs. Z rywalizacji zwycięsko wyszła Kompania Zatoki Hudsona, która w 1821 wchłonęła konkurencję. W efekcie terytorium między Kalifornią a Alaską było administrowane przez brytyjską kompanię. Z czasem napłynęli tam amerykańscy osadnicy, na początku lat 40. XIX wieku Partia Demokratyczna w Stanach Zjednoczonych żądała przesunięcia granicy na 54°40′N równoleżnik. W 1846 zawarto porozumienie, w myśl którego granica na zachód od Gór Skalistych została poprowadzona wzdłuż 49° równoleżnika, z tym, że wyspa Vancouver znalazła się w rękach brytyjskich. W 1849 Vancouver stało się kolonią królewską. Akcja osadnicza rozwinęła się tam za sprawą gubernatora Jamesa Douglasa. Z kolei na kontynencie wielki napływ ludzi nastąpił za sprawą gorączki złota, która wybuchła nad rzeką Fraser. W tym samym roku utworzono kolonię Kolumbia Brytyjska, której gubernatorem także został James Douglas. W 1866 kontynentalną Kolumbię Brytyjską i wyspę Vancouver połączono w jedną kolonię o nazwie Kolumbia Brytyjska.

### Od raportu Durhama do powstania Konfederacji

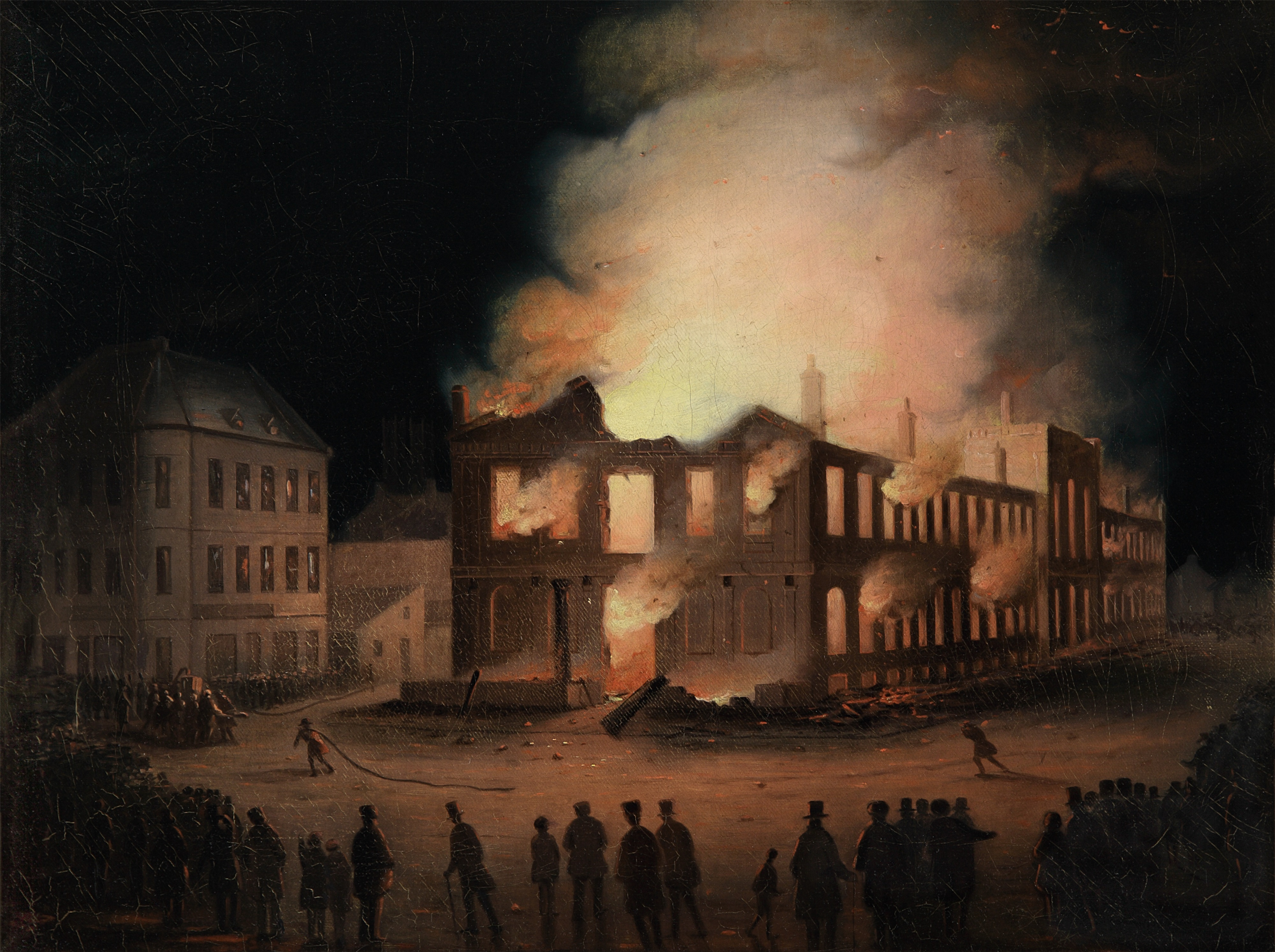
Spalenie budynków parlamentu w Montrealu, 1849

W 1838 do Kanady przybył John George Lambton, hrabia Durham, nowy gubernator generalny Brytyjskiej Ameryki Północnej. Ogłosił on amnestię dla większości uczestników buntu 1837, co spotkała się z niechętną reakcją Wielkiej Brytanii. Durham po 5 miesiącach urzędowania podał się do dymisji, a w 1839 opracował „Raport”. Potępiał w nim rządy oligarchii, nadmierne przywileje kościoła anglikańskiego oraz nadużycia przy nadawaniu ziemi. Postulował wprowadzenie w Brytyjskiej Ameryce Północnej systemu odpowiedzialności rządowej przed zgromadzeniami ustawodawczymi oraz zjednoczenie Dolnej i Górnej Kanady.
W 1839 gubernatorem generalnym Brytyjskiej Ameryki Północnej został Charles Poulett Thomson, lord Sydenham, aktywnie działający na rzecz połączenia Dolnej i Górnej Kanady. W 1840 parlament brytyjski uchwalił ustawę o Unii Kanadyjskiej (ang. Act of Union), która weszła w życie 10 lutego 1841. Na jej mocy powstała zjednoczona prowincja Kanady z jednym gubernatorem, Radą Wykonawczą, mianowaną Radą Ustawodawczą i wybieranym Zgromadzeniem Ustawodawczym. Językiem oficjalnym został angielski, zaś stolicą – Kingston. W 1843 gubernator Charles Metcalfe przeniósł stolicę z Kingston do Montrealu.
Zwolennikiem odpowiedzialności rządu przed parlamentem był James Bruce, hrabia Elgin, gubernator generalny Kanady w latach 1847–1854. W 1848 w Nowej Szkocji wybory parlamentarne wygrali reformatorzy na czele z Josephem Howe’em. Tamtejszy gubernator John Harvey zlecił im utworzenie rządu. W tym samym roku w Zjednoczonej Prowincji Kanady w jej Zgromadzeniu Narodowym wyłoniono rząd większościowy; na jego czele stanęli przywódcy reformistów Louis-Hippolyte La Fontaine i Robert Baldwin.
Pod koniec lat 50. XIX w. stolicą Prowincji Kanady została Ottawa. W 1854 Kanada i Stany Zjednoczone podpisały traktat o wzajemnej wymianie, gwarantujący bezcłowy przepływ surowców.
Do Kanady w wyniku działalności tzw. „kolei podziemnej” napływały grupy czarnoskórych niewolników ze Stanów Zjednoczonych; najsłynniejszą „konduktorką” była Harriet Tubman. Na lidera czarnych Kanadyjczyków w połowie XIX wieku wyrósł Josiah Hanson.
W 1854 na czele nowego rządu stanęli George-Étienne Cartier, przywódca francuskich Bleus, i John Alexander Macdonald, przywódca angielskich torysów. W 1855 parlament zniósł system senioralny. W opozycji do nich znajdowała się Partia Reform na czele z George’em Brownem, który szukał porozumienia z liberalnymi i antyklerykalnymi Francuzami z Czerwonej Partii.
W 1864 zawiązała się wielka koalicja, działająca na rzecz stworzenia konfederacji wszystkich kolonii kanadyjskich, chcąca doprowadzić przynajmniej do połączenia Wschodniej i Zachodniej Kanady w federację. Na czele koalicyjnego rządu stanął Étienne-Paschal Taché, a do koalicji weszli George-Étienne Cartier z konserwatywnymi Bleus, angielscy torysi Johna Macdonalda i Alexandra Galta oraz Partia Reform na czele z George’em Brownem, Williamem McDougallem i Oliverem Mowatem. Najpierw w Charlottetown, a później w Quebecu spotkali się przedstawiciele wszystkich kolonii, którzy przygotowali 72 rezolucje, zawierające zasady mającej powstać Konfederacji. Pod wpływem kryzysu wewnętrznego i zagrożenia ze strony Stanów Zjednoczonych Kanada Wschodnia (Quebec), Kanada Zachodnia (Ontario), Nowa Szkocja i Nowy Brunszwik zdecydowały się połączyć w konfederację. 29 marca 1867 brytyjski parlament uchwalił ustawę o Brytyjskiej Ameryce Północnej (ang. British North America Act). Wszedł on w życie 1 lipca 1867, dając początek Konfederacji Kanady

## Konfederacja Kanady od 1867 do 1914

### Pierwszy rząd Macdonalda (1867–1873)
Akt o Brytyjskiej Ameryce Północnej oddawał w gestię rządu federalnego sprawy wojskowe, indiańskie, imigracyjne oraz związane z rodziną, opiekę społeczną, obsługę długu państwowego, rybołówstwo, część wymiaru sprawiedliwości, służbę zdrowia oraz zarząd miastami i lasami. Parlament Kanady miał składać się z Senatu i Izby Gmin.
W 1869 r. rząd kanadyjski kupił od Kompanii Zatoki Hudsona Ziemię Ruperta za 300 000 funtów szterlingów. Tymczasem mieszkający tam Metysi utworzyli Komitet Narodowy na czele którego stanął Louis Riel. Zajęli Fort Garry i sformułowali „Listę praw”, w których domagali utworzenia nad Red River lokalnego Zgromadzenia Ustawodawczego, równego statusu dla języka angielskiego i francuskiego oraz potwierdzenia lokalnych przywilejów. W 1870 bunt został stłumiony, Riel musiał uciekać do Stanów Zjednoczonych. Mimo to władze w Ottawie uchwaliły ustawę na mocy której powstała prowincja Manitoba, którą włączono do Konfederacji. Mieszkańcom Manitoby zagwarantowano prawo do nauczania w języku francuskim.
W zamian za pokrycie długów i zobowiązanie się rządu kanadyjskiego do wybudowania transkontynentalnej linii kolejowej władze Kolumbii Brytyjskiej wyraziły zgodę na przyłączenie się do Konfederacji. 20 lipca 1871 Kolumbia Brytyjska została prowincją Dominium.
W 1871 r. premier John Macdonald pod naciskiem amerykańskim i brytyjskim podpisał traktat waszyngtoński, który wszedł w życie w 1873.
W 1873 r. do Dominium przyłączyła się Wyspa Księcia Edwarda.
W 1872 r. torysi wygrali w pierwszych wyborach od czasu powstania Konfederacji. W czasie kampanii wyborczej finansowo wsparł ich Hugh Allan, który w zamian uzyskał kontrakt na budowę kolei Canadian Pacific. Afera korupcyjna wyszła na jaw i w 1873 John Macdonald podał się do dymisji.

### Od Mackenziego do Tuppera (1873–1896)
W 1873 r. premierem Kanady został Alexander Mackenzie, przywódca Partii Liberalnej, popierany przez George’a Browna, wydawcę Globe. Liberałowie utworzyli Sąd Najwyższy i akademię wojskową w Kingston, zmienili ordynację wyborczą, wprowadzając tajne głosowanie. Kryzys gospodarczy sprawił, że w wyborach w 1878 wygrali torysi i premierem po raz drugi został John Macdonald.
Macdonald, głoszący hasło „Polityki narodowej”, po objęciu rządów wprowadził bariery celne. Nastąpiło ożywienie gospodarcze, dzięki czemu torysi wygrali też kolejne wybory w 1884. W 1885 ukończono budowę Canadian Pacific Railway. W tym samym roku w Manitobie wybuchło powstanie Metysów pod wodzą Louisa Riela. Riel utworzył Rząd Tymczasowy i porozumiał się z wodzami Indian Kri – Wielkim Niedźwiedziem i Poundmakerem. Metysi, otoczeni przez wojsko kanadyjskie w Batoche, zostali rozbici. Riel zdecydował się oddać w ręce zwycięzców, jego zastępca Gabriel Dumont zbiegł do Stanów Zjednoczonych. Riel, oskarżony o zdradę stanu, został skazany na karę śmierci i powieszony; sprzymierzeni z nim wodzowie indiańscy, Wielki Niedźwiedź i Poundmaker, otrzymali długoletnie wyroki więzienia.
W 1887 r. torysi Macdonalda po raz kolejny wygrali wybory. Nasilały się spory między Quebekiem a anglojęzyczną Kanadą, krytykowana barierę celną ze Stanami Zjednoczonymi. W 1891 torysi jeszcze raz wygrali wybory. Krótko potem zmarł premier Macdonald, a jego następcą został J.J.C. Abbott. Ten w 1892 podał się do dymisji i kolejnym premierem został John Thompson, który zmarł niespodziewanie w 1894. Kolejnymi premierami byli Mackenzie Bowell (1894–1896) i Charles Tupper (1896).
W 1890 r. parlament Manitoby pozbawił francuskie szkoły katolickie rządowego wsparcia finansowego. Sąd Najwyższy Kanady uznał tę decyzję za nielegalną i niezgodną z ustawą o Manitobie; wyrok ten uchylił Sąd Najwyższy w Londynie. Kwestia szkolna w Manitobie oraz dający o sobie znać od 1893 kryzys gospodarczy sprawiły, że konserwatyści przegrali wybory w 1896.

### Od zwycięstwa liberałów do wybuchu I wojny światowej (1896–1914)
W 1896 r. premierem Kanady został Wilfrid Laurier, przywódca Partii Liberalnej. Poprowadził on liberałów do zwycięstw w wyborach parlamentarnych w 1900, 1904 i 1908 r. Czasy rządów Lauriera to okres rozwoju gospodarczego, zwłaszcza zachodnich prowincji rolniczych i przemysłowego południa Ontario. W 1896 wybuchła gorączka złota nad Klondike. Jednocześni z miastami rozwijały swoją działalność związki zawodowe (Kanadyjski Związek Zawodowy, Rycerze Pracy, Kongres Pracy). W 1900 utworzono Departament Pracy na czele z Williamem Lyonem Mackenziem, mający pośredniczyć między pracownikami a pracodawcami. W polityce imigracyjnej za czasów ministra spraw wewnętrznych Clifforda Siftona trwała wielka akcja zachęcająca do imigracji do Kanady. W 1906 nastąpiła zmiana polityki w tym zakresie i wprowadzono ograniczenia dla przybyszów spoza Europy Zachodniej. Doszło do zmian w podziale administracyjnym – w 1898 utworzono Terytorium Jukon, a w 1905 prowincję Albertę.
W czasie wojen burskich Joseph Chamberlain, brytyjski minister odpowiedzialny z kolonie, naciskał na Kanadę, by wysłały swoje wojska na pomoc Brytyjczykom. Laurier, po długich wahaniach, wysłał do Afryki oddział ochotników, liczący około 6000 ludzi. Spotkało się to z dezaprobatę Frankofonów; poseł Henri Bourassa na znak protestu wystąpił z Partii Liberalnej. W 1910 rozpoczęto budowę kanadyjskiej floty morskiej. Chwiejna polityka zagraniczna Lauriera przyczyniła się do porażki liberałów w wyborach parlamentarnych w 1911. Wygrali je konserwatyści, a nowym premierem został Robert Laird Borden.

## Od 1914 do 1945

### Kanada w okresie I wojny światowej
Początkowo sądzono, że I wojna światowa będzie krótkotrwałym konfliktem, dlatego w 1914 kanadyjski parlament uchwalił ustawę o prowadzeniu wojny, która nadała liczne uprawnienia rządowi. Rozwinął się interwencjonizm państwowy; w 1916 powołano do życia Kanadyjską Komisję Zaopatrzenia (Canadian Supply Commission). W 1916 rząd wprowadził podatek dochodowy od przedsiębiorstw, a w 1917 od osób fizycznych.
Pierwsi żołnierze kanadyjscy zostali wysłani do Europy w 1914. 1 Dywizja Kanadyjska brała udział w drugiej bitwie pod Ypres (1915) i w bitwie pod Givenchy (1915). Od września 1915 na froncie znajdowała się też 2 Dywizja Kanadyjska dowodzona przez Richarda Turnera. Wszystkie siły Kanadyjskiego Korpusu Ekspedycyjnego wzięły udział w bitwie nad Sommą w 1916; zginęło wtedy 24 000 kanadyjskich żołnierzy.
W 1917 konserwatyści zgłosili projekt tzw. prawa o poborze (Military Service Bill), który w czerwcu tego roku przeszedł w parlamencie mimo opozycji liberałów na czele z Wilfridem Laurierem. Przeciwko ustawie szczególnie protestował Quebec. W wyniku poboru wojsko kanadyjskie zwiększyło się o 60 000 żołnierzy. Prawo głosu przyznano kobietom spokrewnionym z żołnierzami, z drugiej strony odebrano je imigrantom z państw Trójprzymierza.
Jesienią 1917 konserwatyści ponownie wygrali wybory, jednak prawie cały Quebec głosował na Partię Liberalną. Nastroje w społeczeństwie się pogarszały; w 1917 rząd musiał przejąć bankrutujące przedsiębiorstwa kolejowe Canadian Northern i Grand Trunk Pacific. 6 grudnia 1917 część portu w Halifaksie została zniszczona w wyniku wybuchu okrętu za amunicją; zginęło 1630 osób, a 9000 zostało rannych.
Kanadyjscy żołnierze wiosną 1918 walczyli na terenie Rosji, z kolei w 1919 kanadyjska jednostka wojskowa została skierowana na Syberię.

### Kanada w okresie międzywojennym

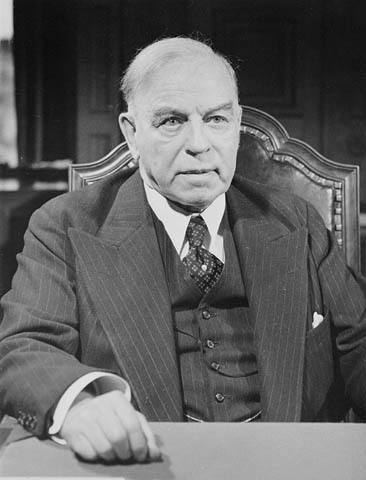
William Lyon Mackenzie King, premier Kanady

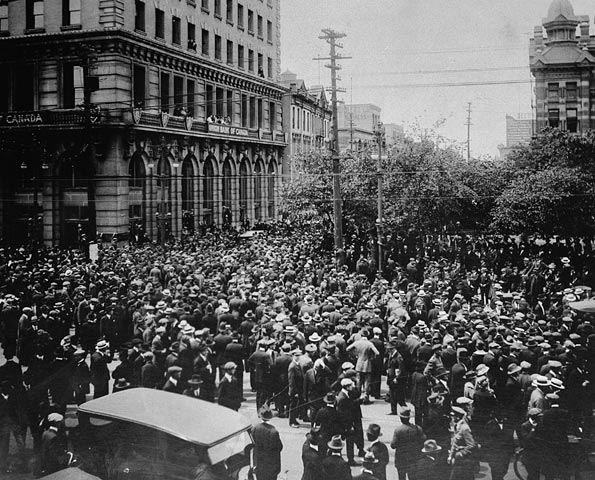
Tłum podczas strajku generalnego w Winnipeg (1919)

W 1919 w Calgary przedstawiciele kanadyjskich związków zawodowych zdecydowali się stworzyć Jeden Wielki Związek, a następnie zorganizowali szereg strajków. Największy z nich wybuchł w Winnipegu. Przeciwko strajkującym zawiązał się Obywatelski Komitet Tysiąca, który przy pomocy Policji Specjalnej po 6 tygodniach doprowadził do zakończenia protestu.
W 1919 nowa formacja polityczna – Partia Zjednoczonych Farmerów wygrała w wyborach prowincjonalnych w Ontario. W 1921 farmerzy wygrali w Albercie. W wyborach krajowych reprezentacją farmerów była Partia Narodowo-Postępowa.
W lipcu 1920 premier Robert Borden zrezygnował ze stanowiska premiera i zastąpił go Arthur Meighen. W wyborach parlamentarnych w grudniu 1921 wygrali liberałowie przed Partią Narodowo-Postępową i konserwatystami. Premierem został William Lyon Mackenzie King. Liberałowie utrzymali się po wyborach w październiku 1925. Krótko potem wybuchła afera korupcyjna z udziałem wysoko postawionych polityków Partii Liberalnej. Mackenzie King zażądał od Juliana Bynga, gubernatora generalnego Kanady, rozwiązania parlamentu. Ten odmówił i powierzył tekę premiera Meighenowi, który nie zdołał sformować gabinetu. W efekcie we wrześniu 1926 odbyły się kolejne wybory. Wygrali zdecydowanie liberałowie. Klęskę poniosła Partia Narodowo-Postępowa, na co wpłynął konflikt między jej liderami Thomasem Crearem i Henry Wisem Woodem. Premierem ponownie został Mackenzie King.
W 1927 liberałowie wprowadzili system emerytur. W 1929 kobiety uzyskały pełnię praw obywatelskich. Światowy kryzys gospodarczy, który dotknął w 1929 Kanadę, przyczynił się do porażki liberałów w wyborach parlamentarnych w 1930. Wygrali konserwatyści, a premierem został Richard Bedford Bennett. Próbował ratować gospodarkę selektywnymi cłami oraz skromnymi reformami pomocy społecznej. W 1932 r. powstała Kanadyjska Państwowa Sieć Radiowa, a w 1934 centralny Bank Kanadyjski.
W czasie kryzysu rozwinęły się nowe ugrupowania polityczne. W 1932 James S. Woodsworth założył socjalistyczną partię pod nazwą Spółdzielcza Federacja Wspólnoty. W 1935 w wyborach prowincjonalnych w Albercie wygrała ludowa Partia Kredytu Społecznego pod wodzą Williama Aberharta.
W krajowych wyborach parlamentarnych w październiku 1935 zdecydowanie wygrali liberałowie; premierem po raz trzeci został Mackenzie King. Nowy rząd porzucił politykę wysokich ceł. Utworzono państwowe linie lotnicze. W 1937 Bank Kanadyjski stał się wyłącznie instytucją państwową.
Okres międzywojenny przyniósł rozwój nastrojów nacjonalistycznych w Quebecu. Duży wpływ na rozwój świadomości francuskich mieszkańców Kanady wywarły dzieła księdza Lionela-Adolphe’a Groulxa. Dbali oni o pracę u podstaw, walczyli o najmniejsze ustępstwa na rzecz języka francuskiego. Popularnością cieszyła się inicjatywa popierania francuskich kupców. W 1921 powstał Związek Katolickich Robotników Kanady, w 1924 Katolicki Związek Rolników, a w 1935 platforma wyborcza Union Nationale. W 1936 jej przywódca, Maurice Duplessis, został premierem Quebecu i był nim do wyborów prowincjonalnych w 1939.
W tym czasie Kanada zaczęła się usamodzielniać na arenie międzynarodowej. W 1922 w czasie kryzysu w stosunkach brytyjsko-tureckich premier Mackenzie King nie udzielił pomocy wojskowej Wielkiej Brytanii, uzależniając ją od decyzji parlamentu w Ottawie. W 1923 Kanada po raz pierwszy podpisała samodzielnie umowę międzynarodową – był to Układ o Halibucie zawarty ze Stanami Zjednoczonymi. W 1926 Konferencja Imperialna w Londynie przyznała dominiom, w tym Kanadzie, status autonomicznych i suwerennych jednostek. Statut Westminsterski z 1931 stanowił, że prawa przyjmowane w Wielkiej Brytanii nie obowiązują automatycznie w dominiach. W 1935 Kanada i Stany Zjednoczone zawarły umowę, przyznając sobie nawzajem w stosunkach ekonomicznych status „Najbardziej Uprzywilejowanego Narodu”. W 1938 Kanada, Wielka Brytania i Stany Zjednoczone zawarły trójstronne porozumienie handlowe.

### Kanada w okresie II wojny światowej

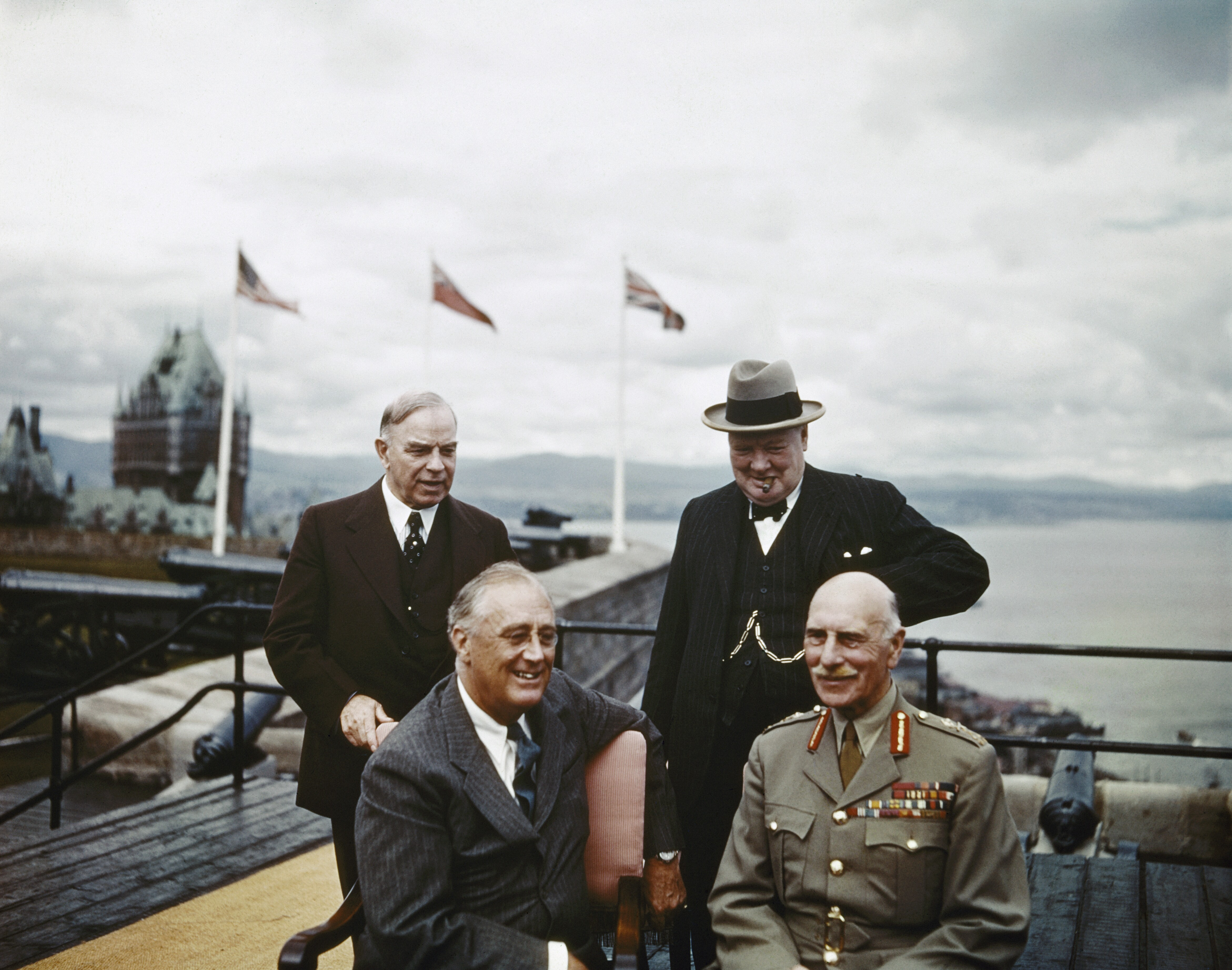
Mackenzie King, Franklin Roosevelt, Winston Churchill i hrabia Athlone podczas Konferencji w Quebecu

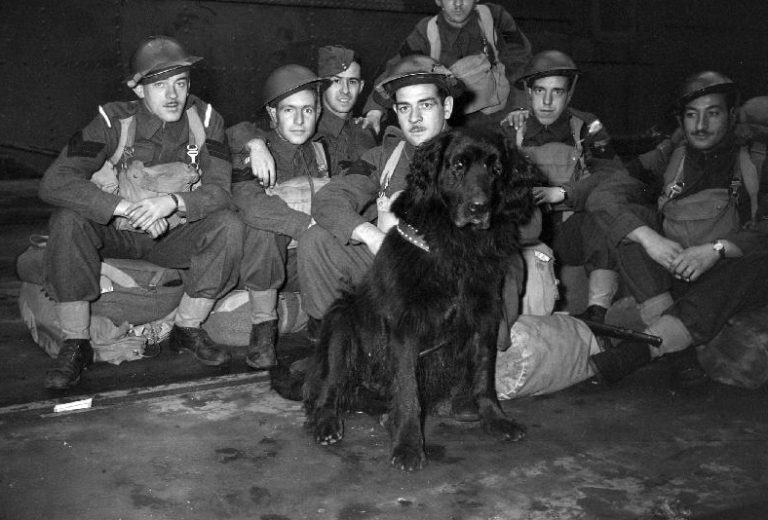
Kanadyjscy żołnierze wyruszający do Hongkongu

10 września 1939 Kanada wypowiedziała wojnę Niemcom. W grudniu tego roku wysłano na pomoc Anglii 1 Kanadyjską Dywizję Piechoty. W 1940 parlament przyjął Ustawę o mobilizacji zasobów naturalnych, która przewidywała pobór rezerwistów do obrony terytorium Kanady. W sierpniu 1940 w Ogdenburgu kanadyjski premier William Lyon Mackenzie King i amerykański prezydent Franklin Delano Roosevelt zdecydowali się utworzyć Stałą Wspólną Komisję Obrony, mający kierować obroną kontynentu północnoamerykańskiego. Jesienią 1940 do Europy wyruszyły 3 kolejne kanadyjskie dywizje piechoty i 25 dywizjonów lotniczych. Kanadyjscy żołnierze brali udział w nieudanej próbie desantu pod Dieppe w sierpniu 1942, w walkach na Sycylii i na północy Półwyspu Apenińskiego w 1943, w lądowaniu w Normandii w 1944 oraz w walkach na terenie Belgii i Holandii pod koniec wojny. Ważną rolę w działaniach wojennych odegrały kanadyjskie lotnictwo (Canadian Royal Air Force) i marynarka Royal Canadian Navy.
W marcu 1940 liberałowie wygrali w krajowych wyborach parlamentarnych. Premierem pozostał William Lyon Mackenzie King. C. D. Howe, minister zbrojeń i zaopatrzenia, powołał do życia 28 konsorcjów państwowych, które zapewniały dostęp do artykułów o strategicznym znaczeniu. 1 grudnia 1941 Wojenna Komisja Cen i Handlu zamroziła ceny. Od 1 września 1942 nikt nie mógł nikogo zwolnić bez zezwolenia Służby dla Narodu.
W 1942 wystąpił problem związany z poborem Kanadyjczyków do wojska. W przeprowadzonym referendum większość opowiedziała się za poborem, jednak Quebec się temu sprzeciwiał. Zawiązała się Liga Obrony Kanady, przeciwna wysyłaniu poborowych do Europy. Przeciw poborowi wystąpił także Henri Bourassa. Mimo starań Mackenziego Kinga, pod wpływem rozwoju sytuacji na froncie, w listopadzie 1944 musiał podjąć decyzję o wysłaniu 16 000 rezerwistów na front europejski.
Kanada w czasie II wojny światowej kontynuowała prowadzoną od 1931 polityka zamkniętych drzwi dla imigrantów. Nastroje antysemickie w Kanadzie podgrzewał Maurice Duplessis, przywódca Union Nationale, który wygrał wybory prowincjonalne w Quebecu w 1944. W czasie wojny wzrosło znaczenie socjalistów – Spółdzielcza Federacja Wspólnot utworzyła rząd w Saskatchewan w 1944. Pod wpływem Johna Brackena w 1942 Partia Konserwatywna zmieniła nazwę na Partia Postępowo-Konserwatywną.
Ogólnokrajowe wybory parlamentarne w 1945 przyniosły sukces Partii Liberalnej.

## Od 1945 do 1982

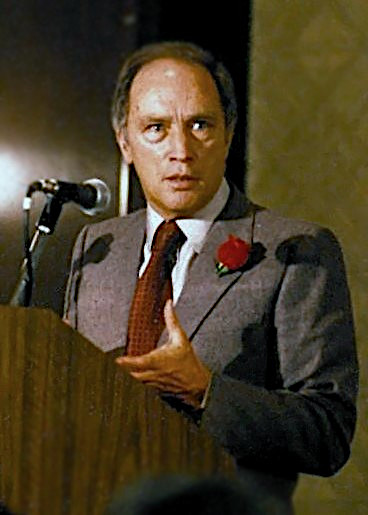
Pierre Trudeau z mniej niż roczną przerwą premier Kanady w latach 1968–1984

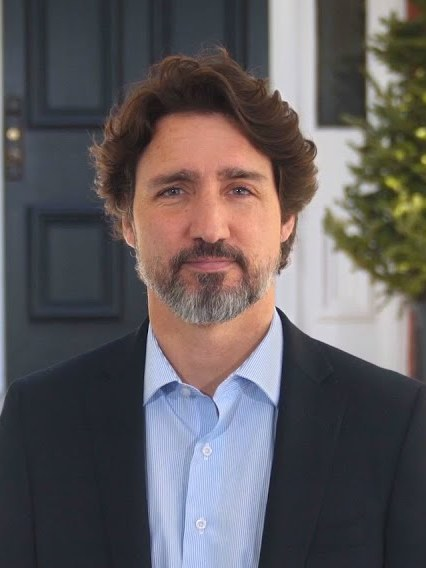
Syn Pierra Justin premier Kanady od 2015

### Polityka wewnętrzna
Pod koniec II wojny światowej premier William Lyon Mackenzie King wystąpił z programem Nowego Porządku Społecznego. Powracający z frontu weterani otrzymali zasiłki; Narodowa Karta Mieszkaniowa pobudziła ruch w branży budowlanej. W latach 1946–1957 nastąpił powojenny baby boom – urodziło się prawie 6 milionów osób. W 1947 złagodzono przepisy imigracyjne, w 1962 zrezygnowano z systemu preferencji narodowościowych, a w 1967 wprowadzono system punktowy. W 1951 wprowadzono ogólnokrajowy system rent i emerytur, a w 1957 prawo o powszechnej opiece zdrowotnej.
W 1950 rozpoczęto budowę drogi transkanadyjskiej (trwała do 1965). W latach 50. XX wieku uregulowano żeglugę na Rzece Świętego Wawrzyńca. W 1952 rozpoczęto budowę reaktora atomowego CANDU.
W wyniku referendum przeprowadzonego w 1948 Nowa Fundlandia w 1949 przyłączyła się do dominium kanadyjskiego.
W 1948 premier Mackenzie King zrezygnował z urzędu na rzecz Louisa St. Laurenta, który poprowadził liberałów do zwycięstwa w ogólnokrajowych wyborach parlamentarnych w 1948, a później w 1953.
W 1956 Kongres Rzemiosł i Pracy połączył się z Kanadyjskim Kongresem Pracy, tworząc ogólnokrajowy Kongres Pracy Kanady.
Wybory parlamentarne w 1957 wygrali konserwatyści, a premierem został John Diefenbaker. Nastąpiło spowolnienie rozwoju gospodarczego, osłabł rozwój przemysłu, za to poprawiła się sytuacja rolników. W 1961 na scenie politycznej pojawiła się Nowa Partia Demokratyczna, powstała z połączenia Kanadyjskiego Kongresu Pracy i Spółdzielczej Federacji Wspólnot. W 1963 połączone siły liberałów, Nowej Partii Demokratycznej i kilku posłów niezależnych doprowadziły do upadku rządu Diefenbakera. Nowe wybory zakończyły się zwycięstwem liberałów, a premierem został Lester Pearson. Powołał on Królewską Komisję do Spraw Dwujęzyczności i Dwukulturowości. 15 lutego 1965 z flagi Kanady zniknęły kolonialne symbole. Liberałowie wygrali wybory w 1965, lecz ponownie musieli utworzyć rząd mniejszościowy. Sukcesem zakończyły się targi Expo w Montrealu w 1967.
W kwietniu 1968 Pearson przeszedł na polityczną emeryturę, a jego następcą został Pierre Trudeau. Dwa miesiące później Partia Liberalna w wyborach uzyskała zdecydowaną większość i mogła utworzyć rząd większościowy. Nowy premier doprowadził do liberalizacji prawa rozwodowego, legalizacji stosunków homoseksualnych oraz legalizacji aborcji z przyczyn zdrowotnych. W 1969 wprowadzono ustawę o językach urzędowych, która zrównała w administracji państwowej status języka angielskiego i francuskiego.
Tymczasem w Quebecu po zwycięstwie Liberalnej Partii Quebecu w 1960 i objęciu teki premiera przez Jeana Lesage’a w rządzie prowincjonalnym doszło do „spokojnej rewolucji”. Nastąpiła laicyzacja społeczeństwa; podniósł się też poziom życia francuskich mieszkańców m.in. dzięki powstaniu państwowej firmy Hydro-Quebec. Wizyta Charles’a de Gaulle’a z 1967 podgrzała nastroje nacjonalistyczne w tej prowincji Kanady. W 1968 powstała Partia Quebecu na czele z René Lévesque. W październiku 1970 terroryści z Frontu Wyzwolenia Quebecu porwali Jamesa Crossa, brytyjskiego attaché wojskowego w Montrealu, a kilka dni później Pierre’a Laporte’a, quebeckiego ministra pracy. W odpowiedzi premier Trudeau wprowadził w Quebecu stan wyjątkowy. Laporte został zamordowany przez porywaczy, którzy później zostali schwytani i osądzeni. Crossa uwolniono.
W wyborach parlamentarnych w październiku 1972 liberałowie odnieśli minimalne zwycięstwo. W 1973 doszło do kryzysu naftowego; rząd zdecydował się zamrozić ceny ropy na rynku wewnętrznym. W lipcu 1974 doszło do przedterminowych wyborów, które w wielkim stylu wygrali liberałowie. Trudeau zdecydował się na program „nacjonalizmu gospodarczego”; w 1975 powstało przedsiębiorstwo państwowe Petro-Canada. Mimo tych prób sytuacja gospodarcza Kanady była zła, co znalazło przełożenie w wynikach wyborów z 1979. Wygrali konserwatyści, a premierem został Joe Clark. Niepopularne pomysły rządu, jak prywatyzacja Petro-Canada czy wprowadzenie podatku od benzyny, doprowadziły do jego upadku. Wybory w 1980 przyniosły zwycięstwo Partii Liberalnej; Pierre Trudeau ponownie został premierem.
Tymczasem w Quebecu w 1976 wybory prowincjonalne wygrała separatystyczna Partia Quebecu. W 1977 wprowadzono tam Prawo 101, ustanawiające język francuski jedynym językiem urzędowym w tej prowincji. W 1980 w Quebecu odbyło się referendum w sprawie niepodległości – opowiedziało się za nią 40% głosujących. Najbardziej radykalni separatyści założyli organizację zbrojną Front Wyzwolenia Quebecu i rozpoczęli akcje przeciwko rządowi.
Trwały prace nad wprowadzeniem w miejsce Ustawy o Brytyjskiej Ameryce Północnej konstytucji kanadyjskiej. W 1981 w tej kwestii doszli do porozumienia premierzy wszystkich prowincji, oprócz Quebecu.

## Od 1982

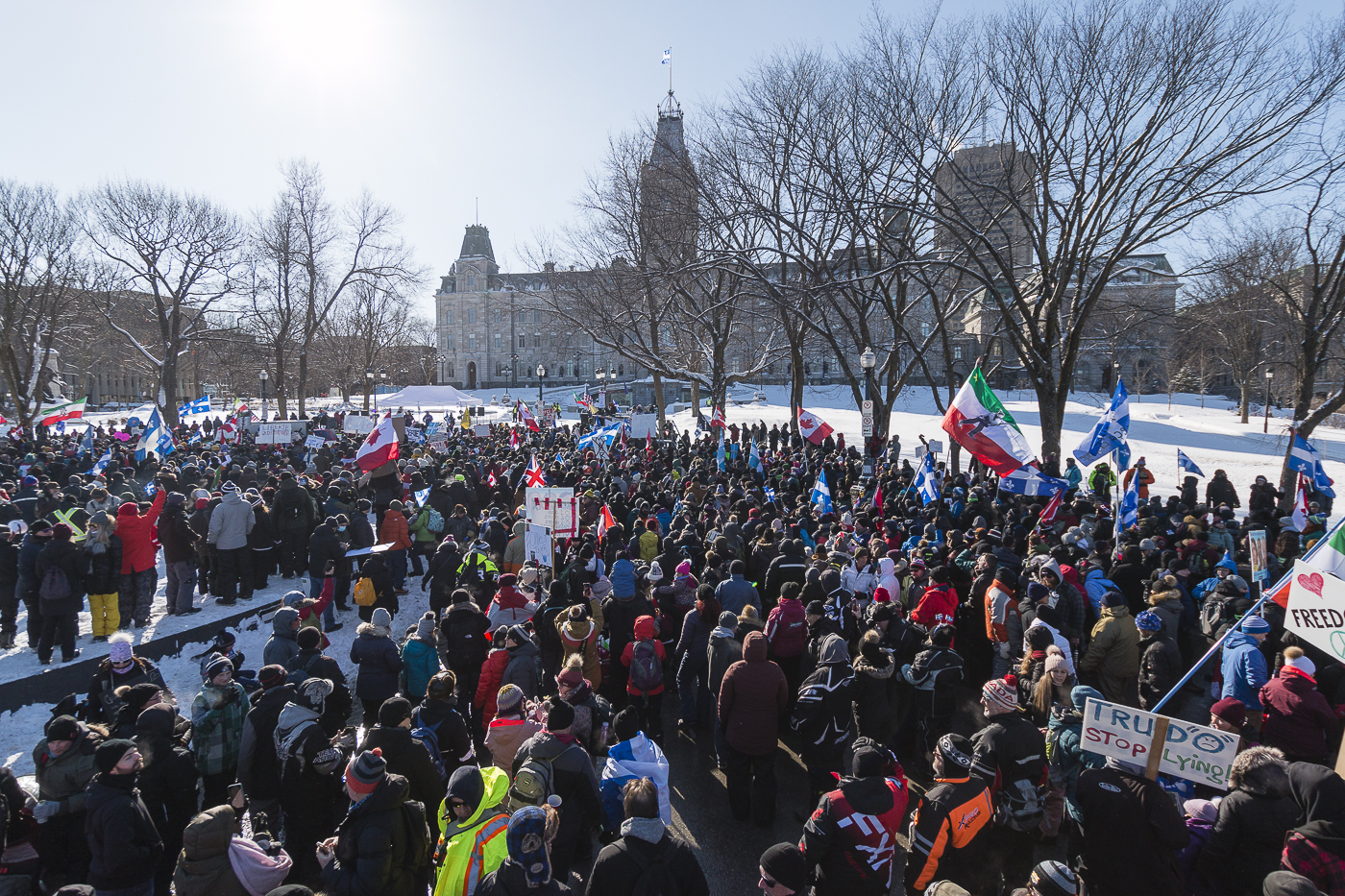
Jedna z manifestacji „Konwoju Wolności”

### Polityka wewnętrzna
17 kwietnia 1982 oficjalnie proklamowano Konstytucję Kanady. Początek lat 80. XX wieku w Kanadzie był okresem recesji gospodarczej. W 1984 niepopularny premier Pierre Trudeau wycofał się z życia politycznego, a jego następcą został John Turner. Zmiana lidera nie pomogła liberałom. We wrześniu 1984 konserwatyści odnieśli największe zwycięstwo w historii Kanady, wprowadzając 211 posłów do parlamentu (liberałowie wprowadzili 40). Premierem został Brian Mulroney. Za jego rządów zmodernizowano Północny System Ostrzegania.
W 1987 powstała Partia Reform, której działacze twierdzili, że premier jest zbyt mało konserwatywny. W tym samym roku uczyniono krok w kierunku przyjęcia Konstytucji przez Quebec, zawierając ugodę nad jeziorem Meech. Robert Bourassa, premier Quebecu, przedstawił warunki, od których uzależniał przyjęcie konstytucji. Premierzy pozostałych prowincji zaakceptowali większość quebeckich żądań; postanowienia ugody miały wejść w życie po akceptacji jej przez zgromadzenia prowincjonalne do 1990.
W ogólnokrajowych wyborach w 1988 ponownie wygrali konserwatyści. W tym samym roku w Quebecu wprowadzono Prawo 178, ograniczające używanie języka angielskiego w miejscach publicznych. Wpłynęło to na postawę innych prowincji wobec ugody znad jeziora Meech. W efekcie jej postanowienia nie weszły w życie, a ostateczny cios zadał jej Elijah Harper, indiański deputowany z Manitoby. W 1990 z rządu i Partii Liberalnej wystąpił Lucian Bouchard, który założył Blok Quebecki.
W 1992 odnośnie do przyjęcia konstytucji przez Quebec zawarto porozumienie w Charlottetown. Było ono krytykowane m.in. przez Prestona Manninga, przywódcę Partii Reform, oraz przywódców quebeckich separatystów Luciena Boucharda i Jacques’a Parizeaua. W ogólnokrajowym referendum 54% Kanadyjczyków opowiedziało się za odrzuceniem porozumienia z Charlottetown.
W 1993 Brian Mulroney ustąpił z funkcji premiera, na której zastąpiła go Kim Campbell. Krótko potem w wyborach parlamentarnych konserwatyści ponieśli druzgocącą porażkę (zdobyli zaledwie dwa mandaty w Izbie Gmin). Wygrali liberałowie przed Blokiem Quebeckim i Partią Reform. Premierem został Jean Chrétien. Nowy rząd wprowadził liczne cięcia, celem uzdrowienia kanadyjskiej gospodarki.
W 1995 w Quebecu miało miejsce kolejne referendum w sprawie niepodległości – opowiedziało się za nią 49,4% głosujących. W 1997 liberałowie wygrali kolejne wybory federalne.